# Goetheanum
Goetheanum – monumentalna budowla w Dornach w Szwajcarii, w odległości 10 km na południe od Bazylei, zaprojektowana przez Rudolfa Steinera, będąca własnością i siedzibą Towarzystwa Antropozoficznego. Budynek i należące do niego tereny parkowe wraz z ich zabudowaniami (częściowo projektu R. Steinera) mieszczą ponadto Freie Hochschule für Geisteswissenschaft (Wyższą Wolną Szkołę Nauk Duchowych), sale teatralne i wystawowe, bibliotekę i archiwum. Obecny budynek, Goetheanum II, spoczywa na fundamentach wcześniejszego Goetheanum I, które spłonęło w 1922 roku. Styl, w jakim zaprojektowano oba budynki, badacze przeważnie zaliczają do architektury organicznej, ale bywa też, że wraz z innymi projektami R. Steinera przypisywany jest do ekspresjonizmu lub eklektycznego wczesnego modernizmu.

## Nazwa
Nazwa obecnego budynku nawiązuje do filozofii niemieckiego poety Johanna Wolfganga Goethego, której Rudolf Steiner był wielki miłośnikiem i kontynuatorem niektórych jej wątków, ale ma ona i inne początki. Pierwotnie siedziba i teatr Towarzystwa Antropozoficznego miały się znajdować w Monachium, w budynku o nazwie Johannesbau, jednak ta nie odnosiła się bezpośrednio do poety, ale do postaci Johannesa Thomasiusa, protagonisty dramatów Steinera. Te jego cztery utwory sceniczne (wystawione w Monachium w latach 1910-13), tzw. Mysteriendramen (misteria), zainspirowane były baśniami Goethego. Pierwsza siedziba Towarzystwa Antropozoficznego w Dornach miała przejąć nazwę niezrealizowanego ze względu na brak zgody władz miejskich budynku w Monachium, lecz od 1918 r. Steiner przedkładał nad nią nową i jednoznaczną nazwę – Goetheanum, wymyśloną jako hołd składany filozofii Goethego, na której w znacznej mierze osadza się filozofia antropozoficzna. Sam Steiner tak to wyraził: "Ja sam nie inaczej to [nadanie tej nazwy] rozumiałem, jak swoisty akt wdzięczności wobec tego, co można uzyskać z [nauk] Goethego, jako wyraz hołdu dla niedoścignionej [w swym bogactwie] osobowości Goethego" (Ich habe das nie anders aufgefaßt als eine Art von Dankbarkeit gegenüber dem, was man aus Goethe gewinnen kann, als einen Akt der Huldigung gegenüber der alles überragenden Persönlichkeit Goethes).

## Historia

### Goetheanum I
Wobec trudności piętrzących się przed planami budowy antropozoficznego ośrodka w Monachium Rudolf Steiner przystał jesienią 1912 r. na ofertę Emila Grosheintza, majętnego dentysty z kantonu Solura w Szwajcarii, nabycia rozległego terenu w miejscowości Dornach, powiększonego później o liczne darowizny. Przy łagodnych głosach zaniepokojenia, a nawet protestu wśród mieszkańców dwutysięcznego Dornach i okolicznych miejscowości nastąpiło 20 września 1913 r. uroczyste położenie kamienia węgielnego pod budowę Goetheanum na wzgórzu ponad Dornach. Wyjściowym projektem budowli pozostały plany monachijskiego Johannesbau autorstwa Carla Schmid-Curtiusa, ale uzupełniały je projekty Steinera i innych architektów; w 1914 r., już podczas zaawansowanej budowy, Schmid-Curtius wskutek rozbieżności poglądowych ze Steinerem został zwolniony.
Ideą Rudolfa Steinera było wzniesienie drewnianego w zasadzie budynku na betonowym fundamencie. Gdy ten w lutym 1914 r. był gotowy, przystąpiono do samej budowy, która w kolejnych latach I wojny światowej spowolniła biegu ze względu na trudności finansowe. W formie zewnętrznej kształtem budynku były dwie różnej wielkości i wysokości kopuły spoczywające na przenikających się częściowo rotundach (beiden ineinandergefügten Kuppelbauten), przy czym wyższa z nich wznosiła się zarówno ponad widownią jak i 18 metrów nad sceną, którą okrywała mniejsza z kopuł. Elementy dekoracyjne podążały w zasadzie za secesyjną estetyką, ale całość była w zamyśle Steinera wyrazem funkcjonalnej architektury organicznej, u której podstaw leżał koncept budowli porównywalnej do rośliny: niezależnej jako całość ale skomponowanej z elementów, z których każdy – detal dekoracyjny, kolor, poszczególne formy, plan – jest w ścisłym związku z całością. Takie było rozumienie przez Steinera "metamorfozy" nawiązujące do studiów Goethego nad morfologią roślin. Niektóre elementy dekoracyjne Steiner wykonał własnoręcznie.

W tym samym stylu powstawały w latach 1913-16 wokół głównego budynku dalsze konstrukcje, m.in. Glashaus mieszczący pracownię szkła, ciepłownia (Heizhaus), dom rodziny Grosheintzów Haus Duldeck. Uroczyste otwarcie Goetheanum miało miejsce 26 września 1920 r. W następnych latach dobudowywano domy zarówno na potrzeby samego Goetheanum (np. Haus Friedwart, Haus de Jaager czy budynek transformatorni), jak i wille dla przybywających coraz liczniej do Dornach antropozofów z różnych części Europy. W nocy z 31 grudnia 1922 r. na 1 stycznia 1923 r. drewniany budynek Goetheanum spłonął doszczętnie, jak podejrzewano w wyniku podpalenia.

Goetheanum I
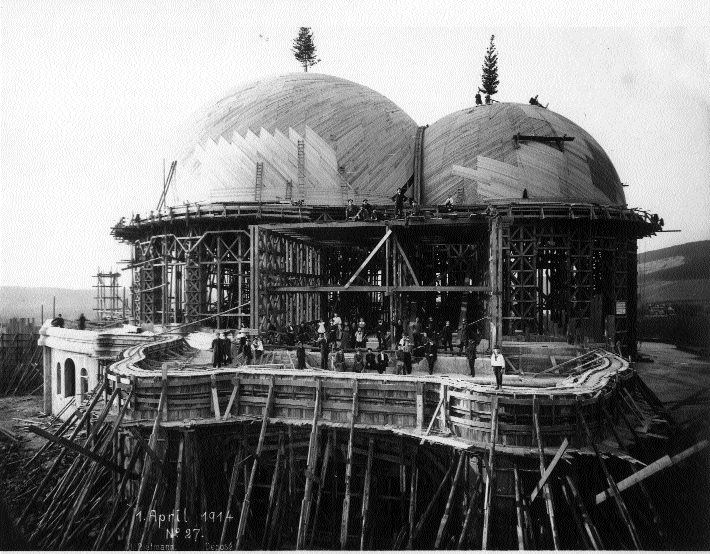
Goetheanum I podczas budowy w 1914 r.
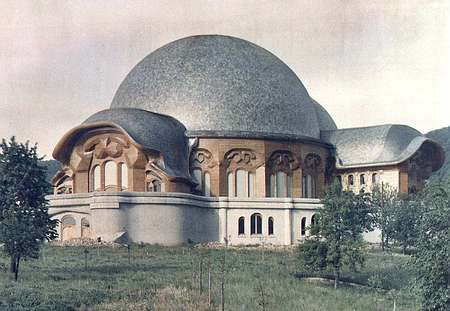
Ukończony budynek
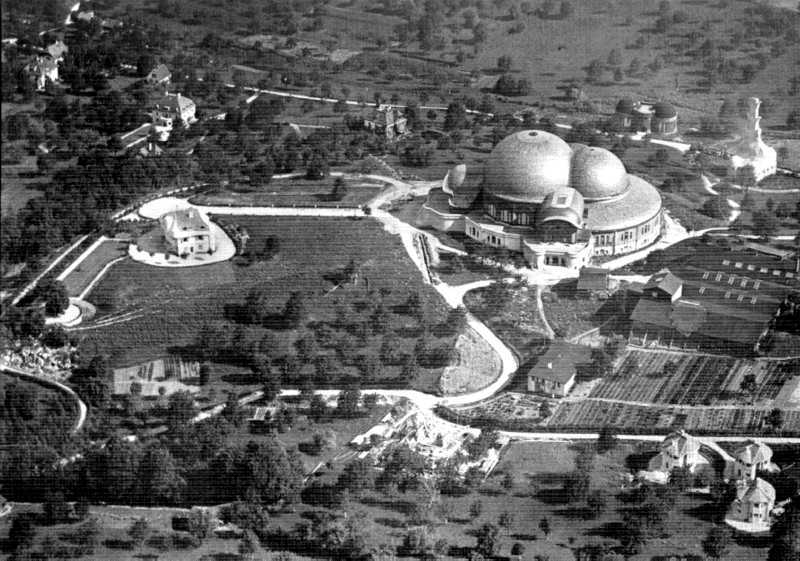
Tereny wokół Goetheanum I z lotu ptaka
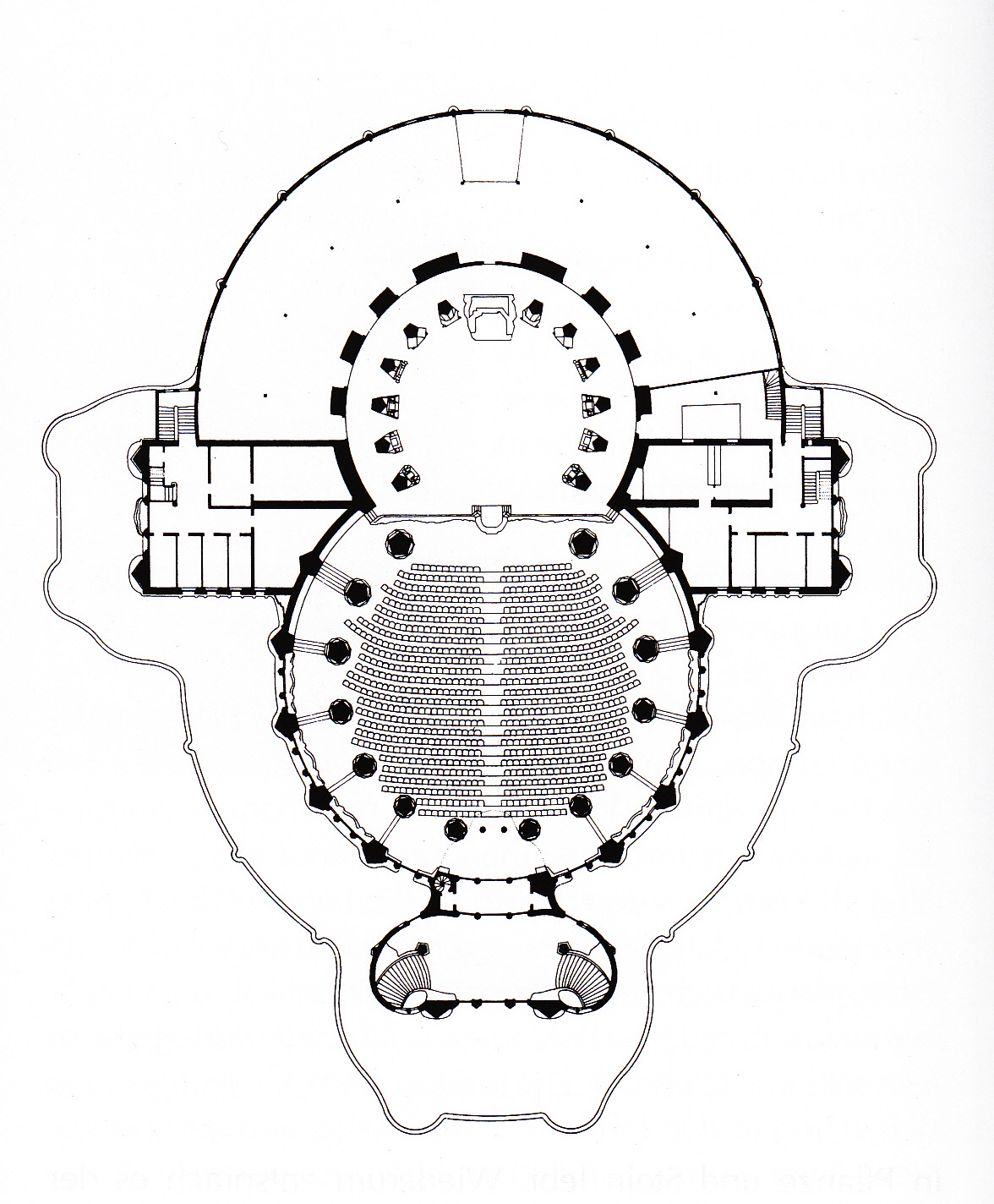
Rzut poziomu audytorium
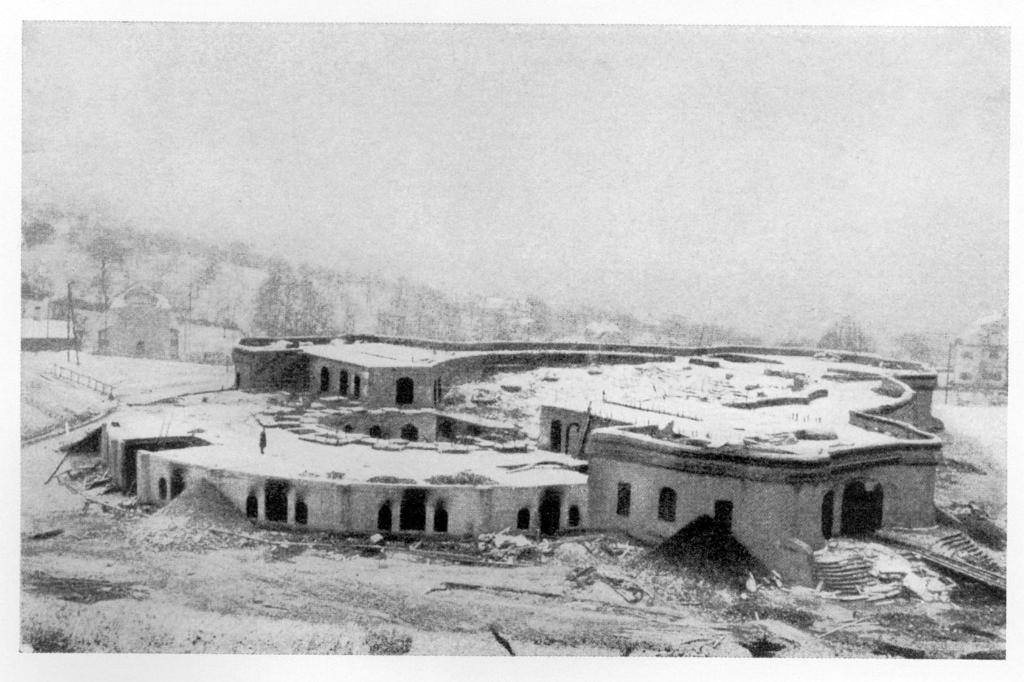
Ruiny budynku po pożarze w 1923 r.

### Goetheanum II
W cyklu wykładów wygłoszonych wiosną 1923 r. przez Rudolfa Steinera w Bazylei, Pradze i w Wiedniu objaśniał on szerszej publiczności koncepcję antropozofii i cele działalności Goetheanum zniszczonego przez ogień podłożony, jak podejrzewano, przez osobą wrogą tym ideom. Równocześnie opublikował w piśmie "Das Goetheanum" swój projekt odbudowy w tym samym miejscu nowego budynku Goetheanum – znacznie większego i obok scen teatralnych, wystawowych i szkoleniowych mieszczącego także siedzibę i administrację Towarzystwa Antropozoficznego. Nowy budynek miał być wielopiętrowy i w całości betonowy.

Do pracy nad sporządzonym przez Steinera w marcu 1924 z masy plastycznej modelu nowego budynku w skali 1:100 przystąpiła grupa architektów pod przewodnictwem Ernsta Eisenpreisa i opracowany przez nich projekt został 1 grudnia 1924 po kilku istotnych poprawkach zatwierzony przez władze kantonalne do budowy. Prace rozpoczęto z początkiem stycznia 1925 od usuwania nadwyrężonego pożarem betonowego fundamentu. 30 marca 1925 Steiner zmarł w wieku 64 lat nie doczekawszy realizacji swojego projektu. Zarząd nad budową objęło biuro konstrukcyjne zorganizowane własnymi siłami Towarzystwa. Do pracy przy budowie, która budziła nie tylko wśród architektów wielkie zainteresowanie, zgłaszali się także ochotniczo rzemieślnicy z całej Europy (w pracach uczestniczyła m.in. polska rzeźbiarka Luna Drexlerówna), a finansowana była w znacznym stopniu z darów. Oficjalne otwarcie budynku, niewykończonego w środku, nastąpiło w 29 września 1928. Jak na tamte czasy było to dzieło pionierskie, ponieważ nie dysponowano jeszcze doświadczeniem w zakresie wznoszenia budowli betonowych tak ogromnych i skomplikwanych wymiarów.

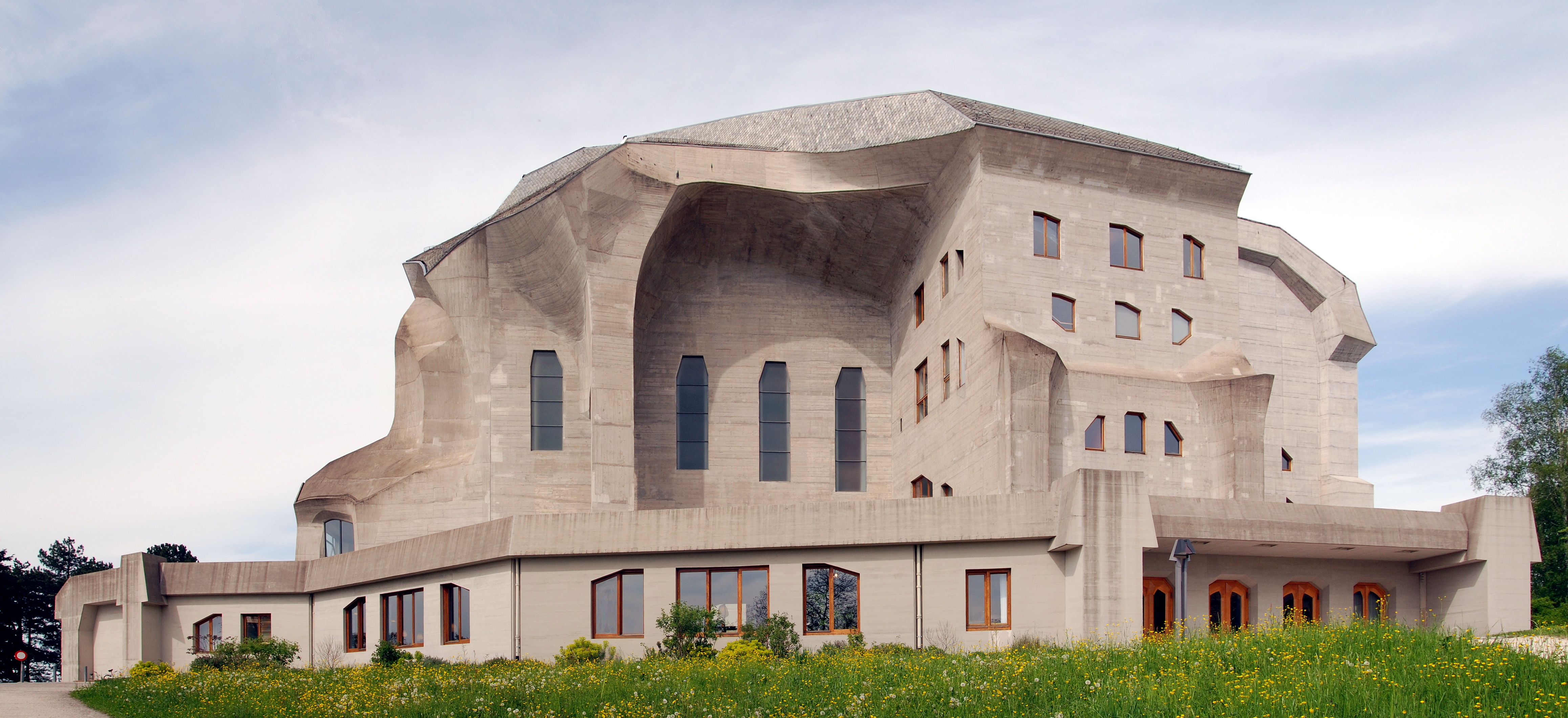
Widok budynku od południowego zachodu
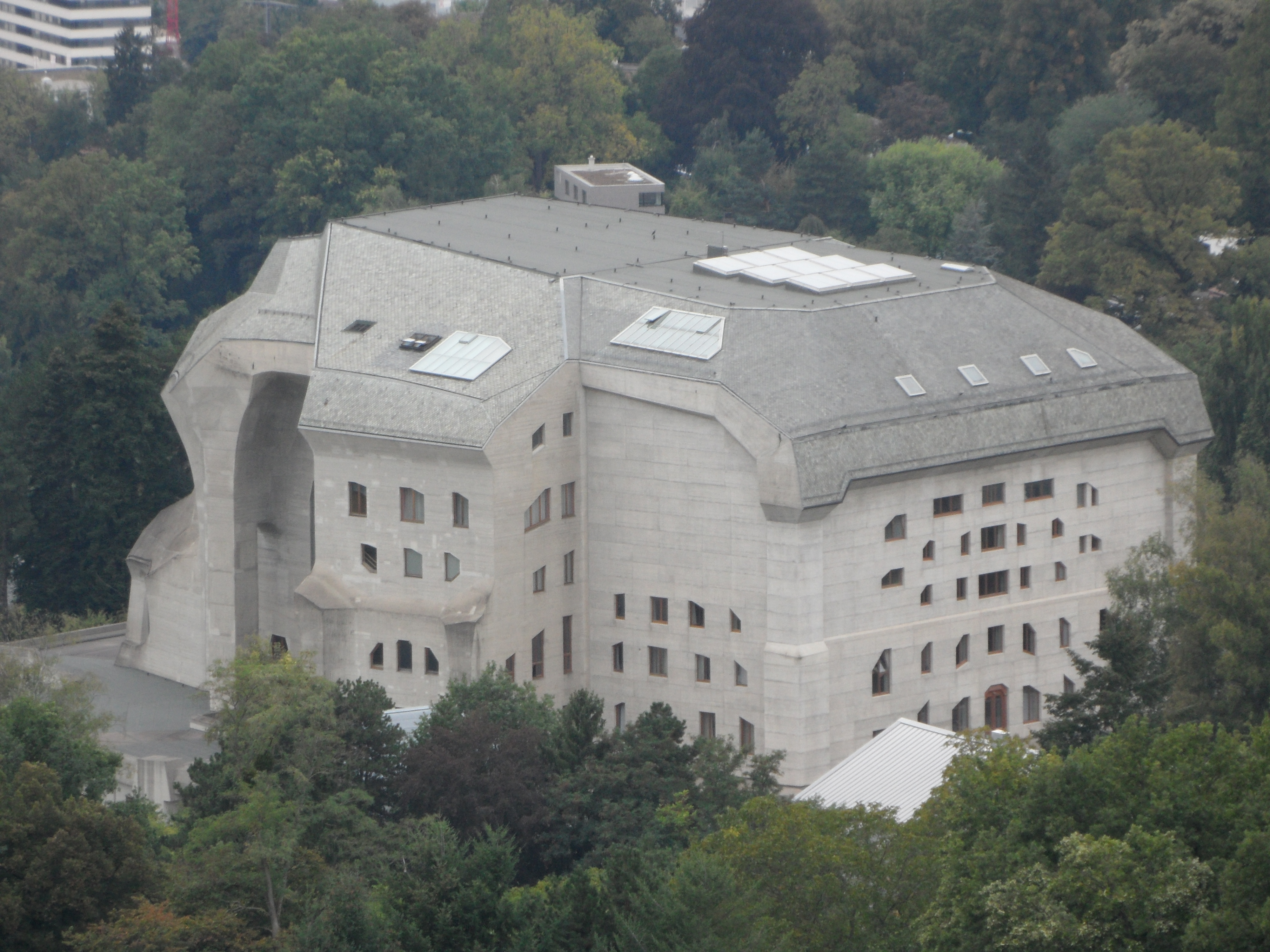
Widok budynku z lotu ptaka od południowego wschodu
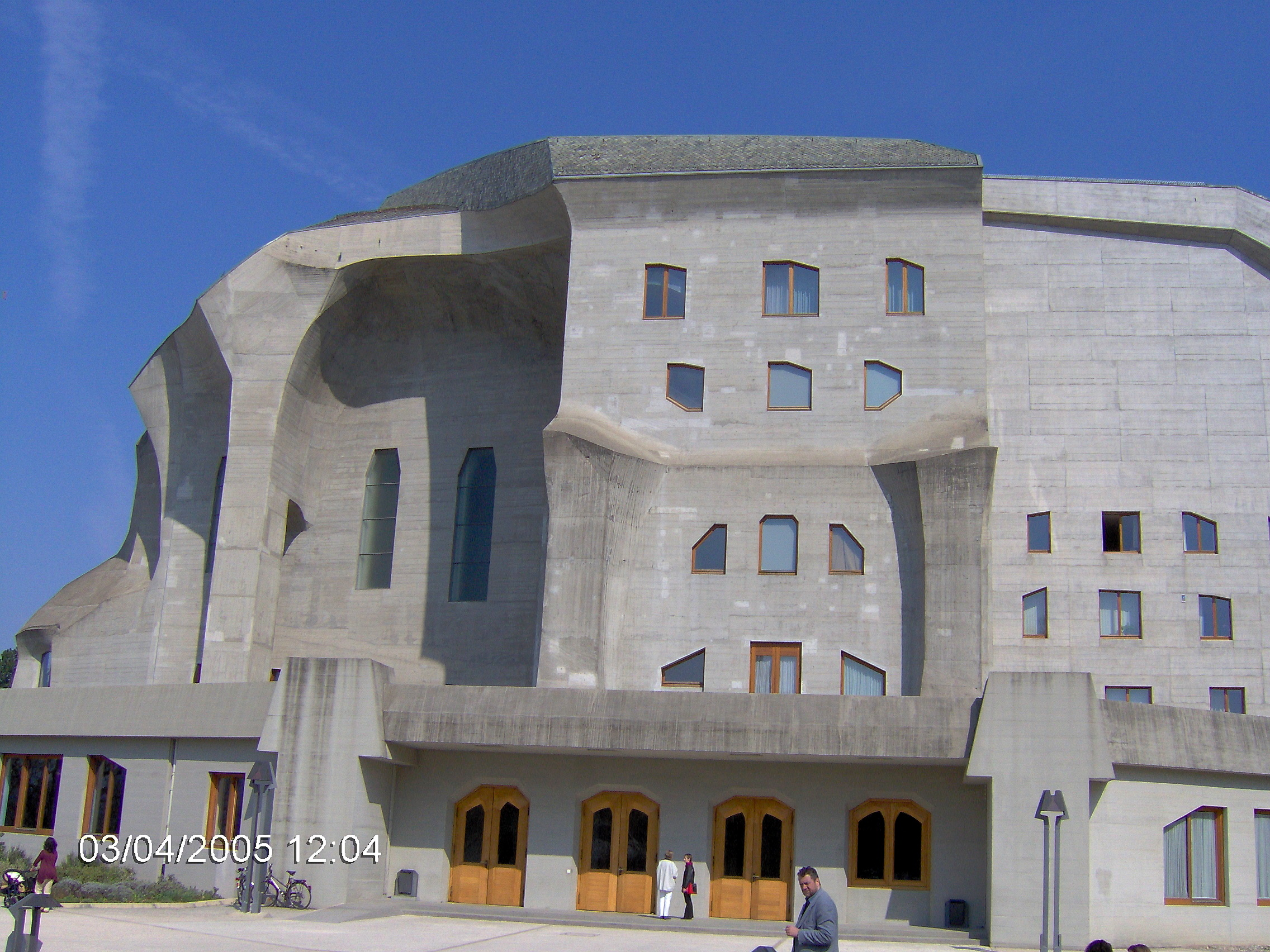
Fasada południowa
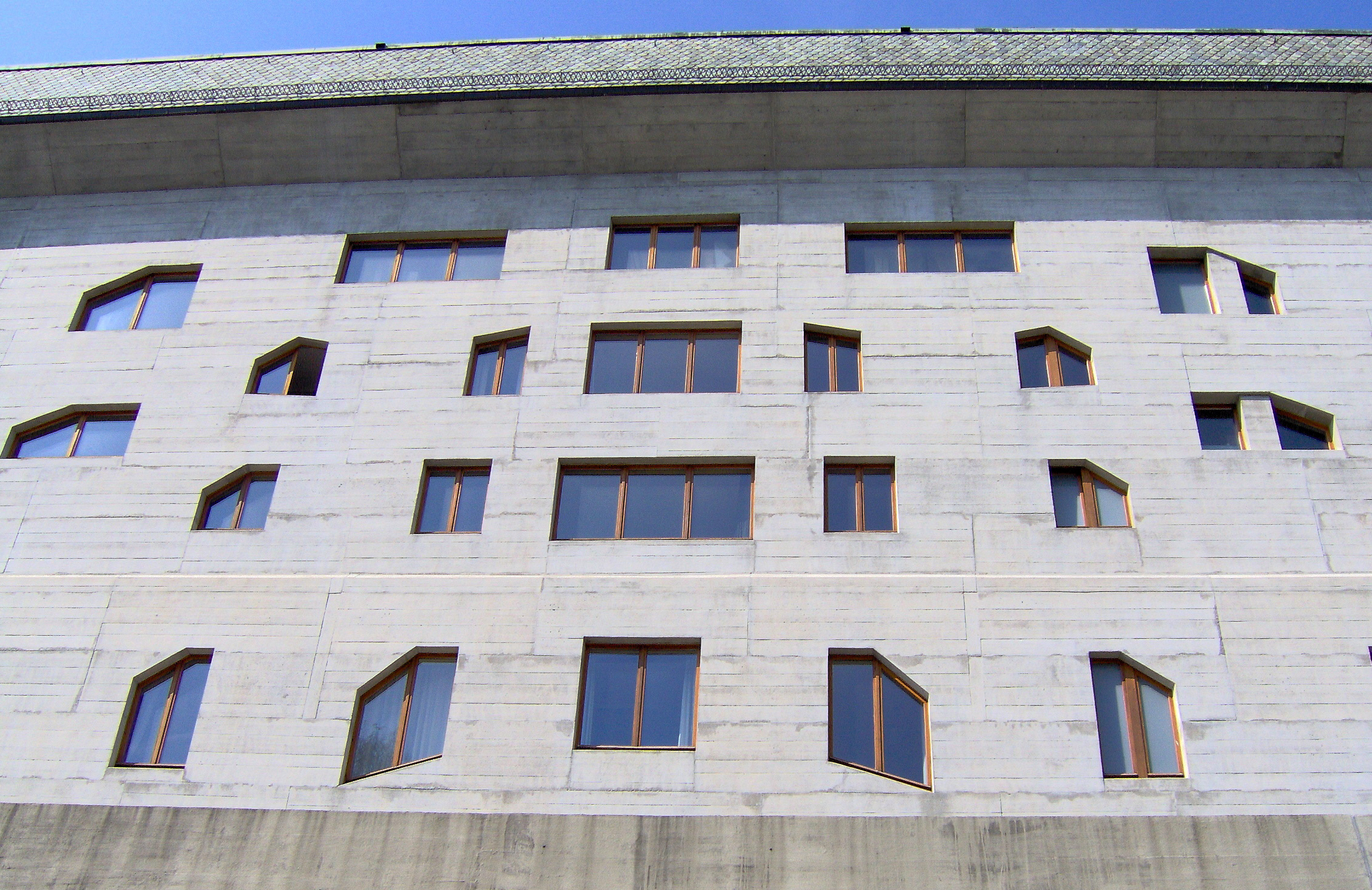
Część fasady wschodniej
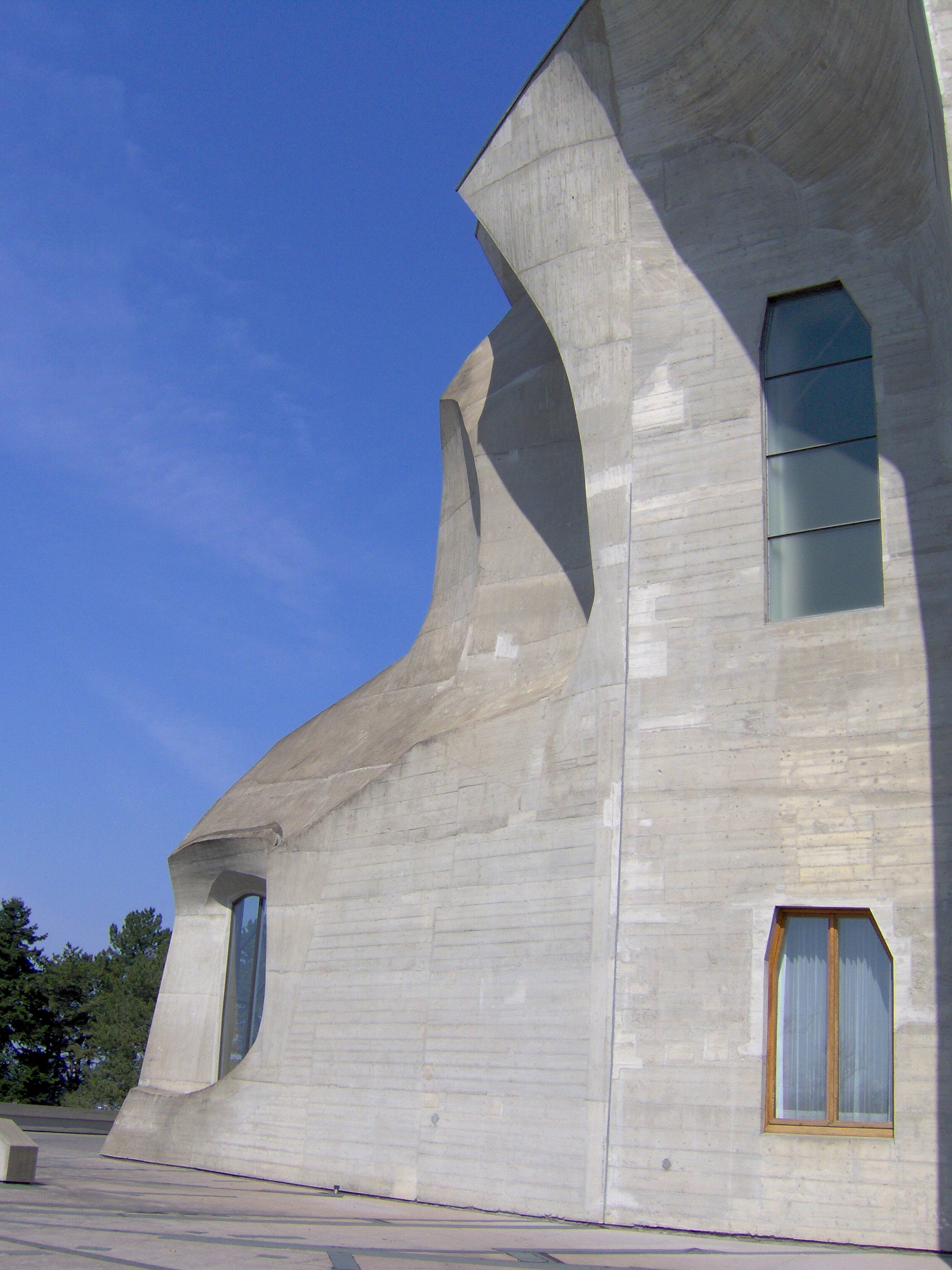
Zewnętrzny detal architektoniczny
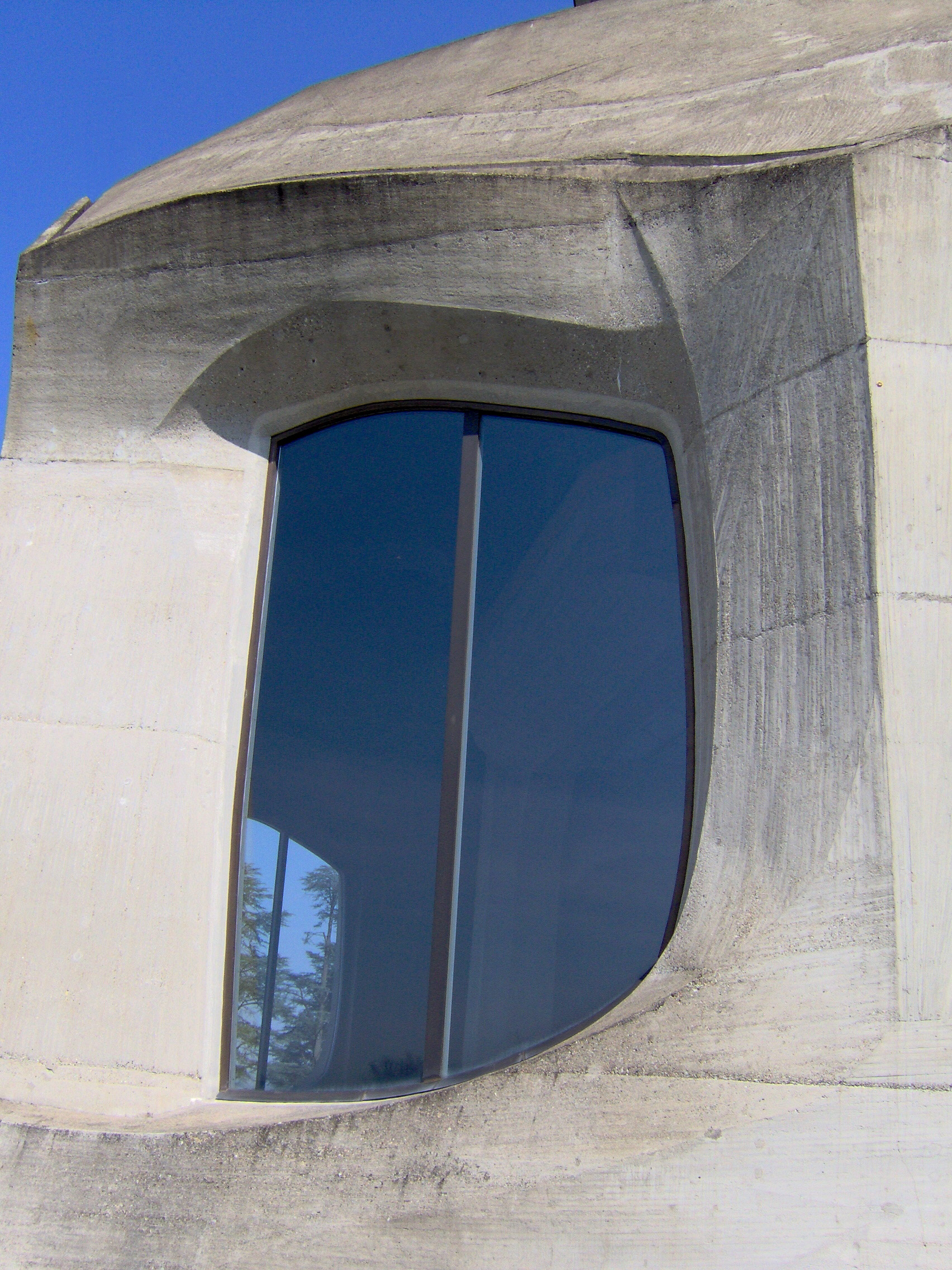
Zewnętrzny detal architektoniczny
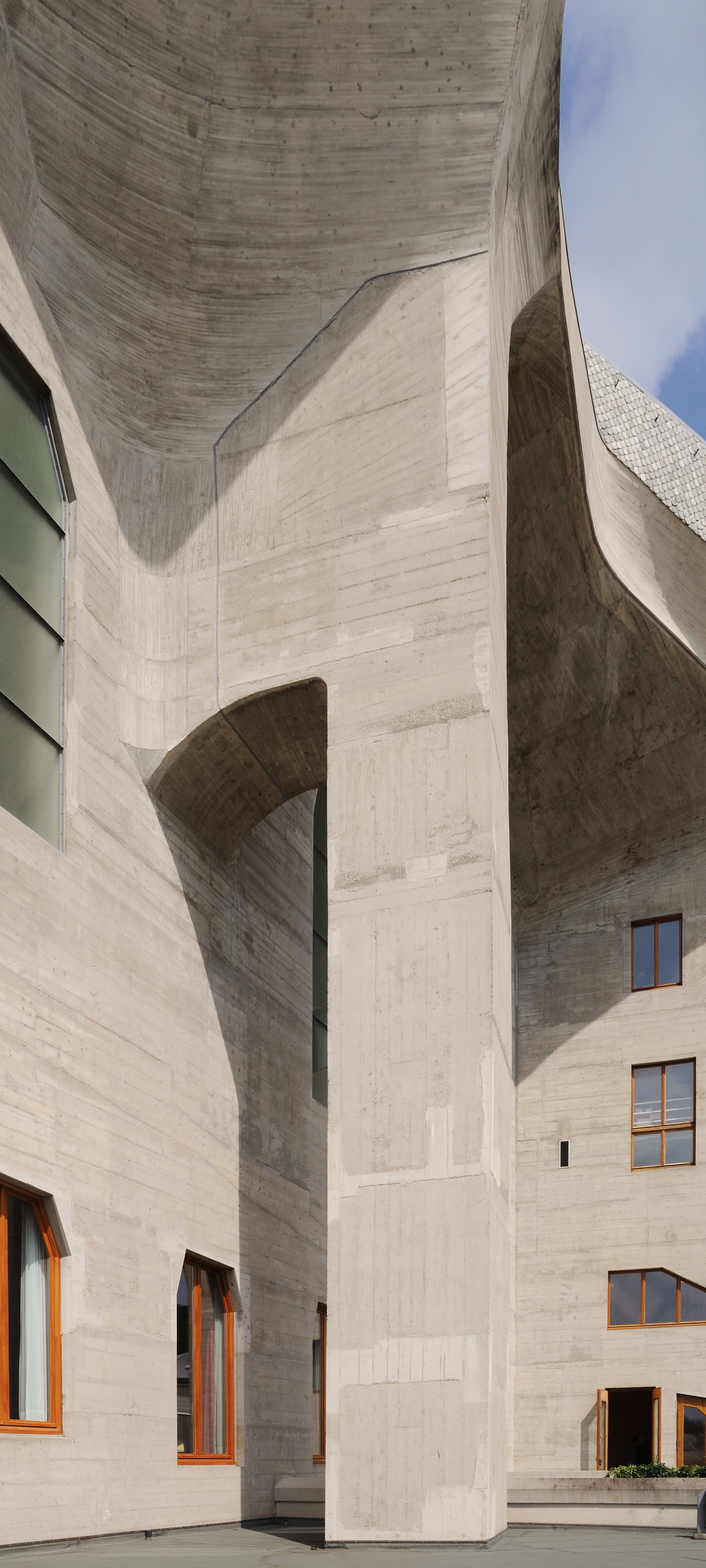
Zewnętrzny detal architektoniczny

Wykańczenie budynku w środku następowało stopniowo, a końca dobiegło dopiero po II wojnie światowej. W 1930 r. ukończono budowę klatki schodowej w południowej części budynku i głównego wejścia na reprezentacyjnej fasadzie zachodniej. Sala Grundsteinsaal, znajdująca się ponad miejscem, gdzie położono kamień węgielny pod pierwszy budynek Goetheanum, została w 1952 r. rozbudowana do 450 miejsc siedzących, a mogąca pomieścić 200 widzów Englischer Saal została oddana do użytku w 1970 r. Najdłużej trwały pracy w największym audytorium, Grosser Saal, które najpierw w latach 1956-57 rozbudowano do pojemności niemal 1000 miejsc, a następnie w latach 1996-98 dokończono wystroju jego wnętrza, które zdobi m.in. osiem witraży, plafon (560 m²) ozdobiony malowidłem, filary, prospekt organowy. Najnowsze wyposażenie sceniczne zainstalowano w latach 2013-14. Dłuższy okres, 1985-89, zajęło też wykończanie skrzydła północnego, mieszącego m.in. Nordsaal i Nordatelier. W latach 1990 powiększono również pomieszczenia w podpiwniczeniu budynku, aby pomieścić w nich nie tylko zaplecze techniczne budynku, ale także magazyny i archiwum Towarzystwa.

Goetheanum II
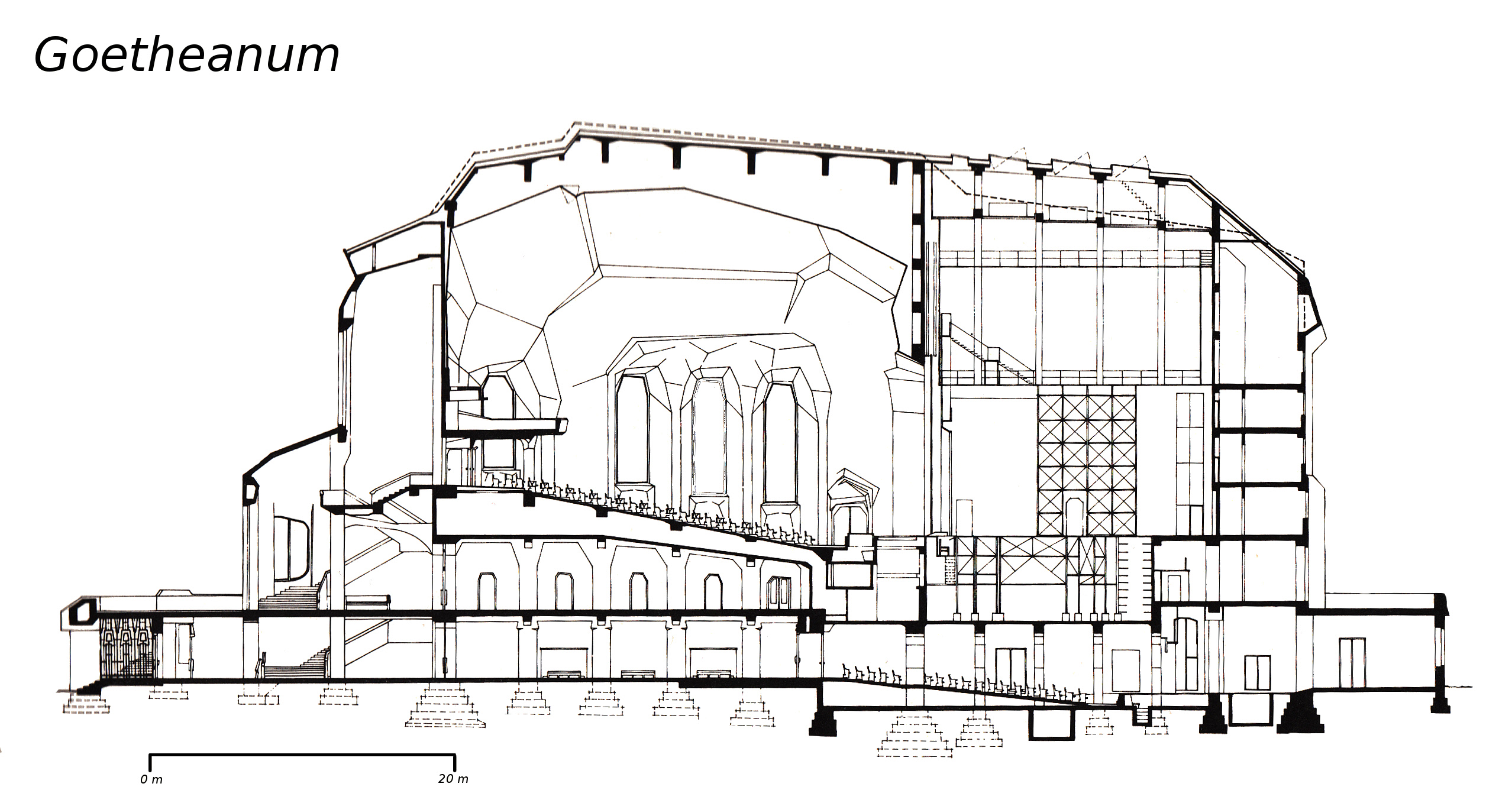
Przekrój budynku
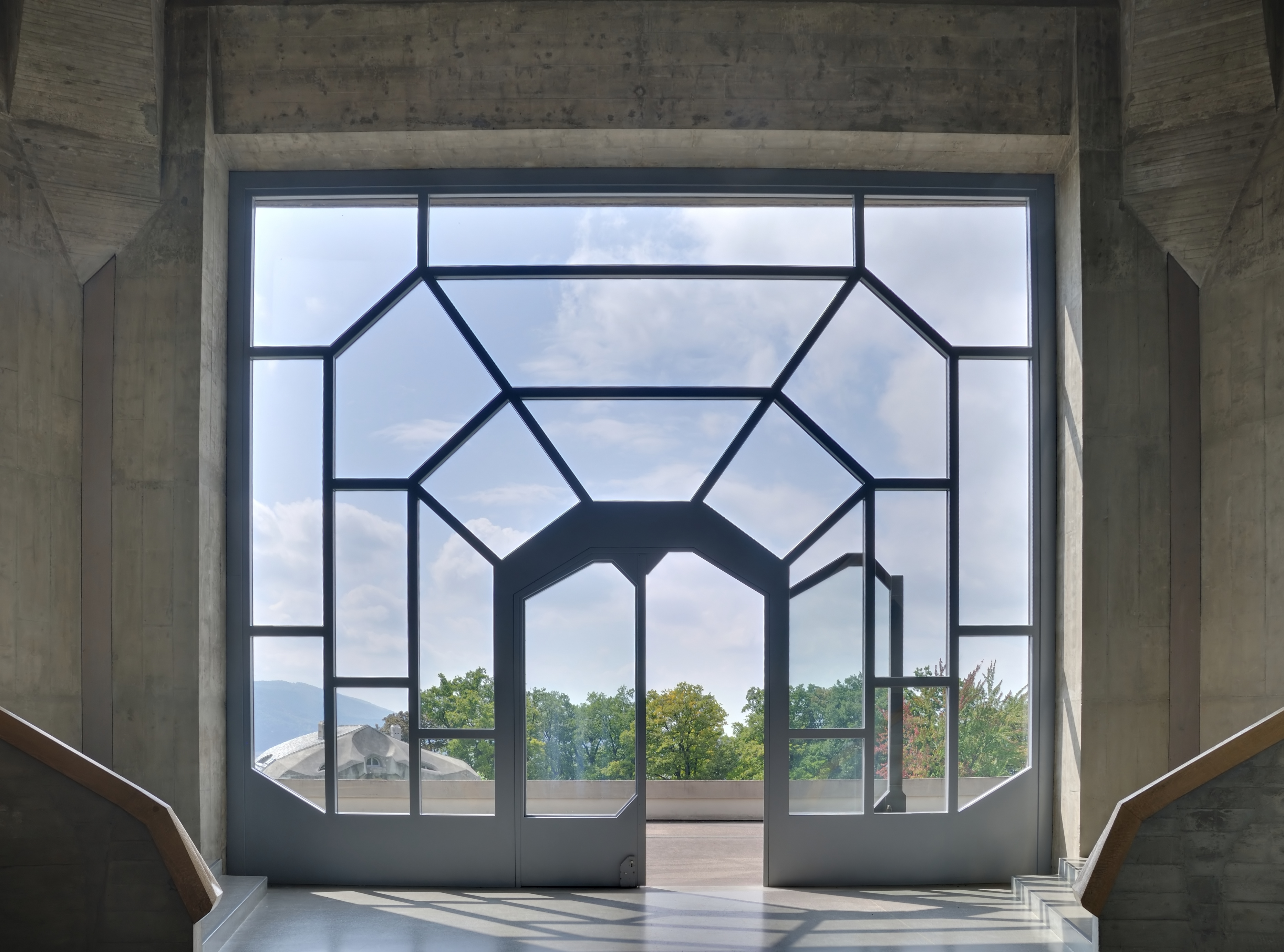
Okno w zachodniej klatce schodowej
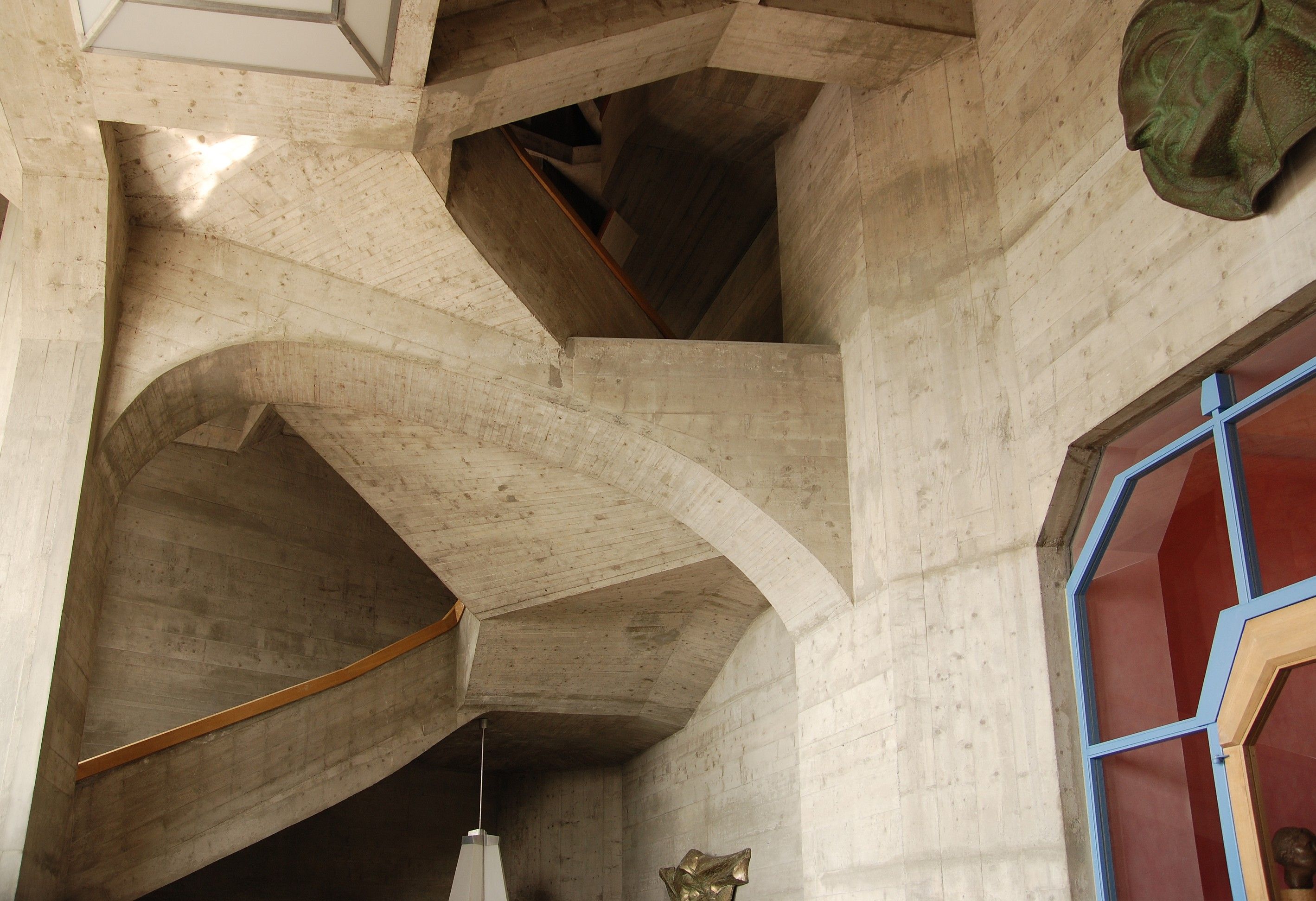
Zachodnia klatka schodowa
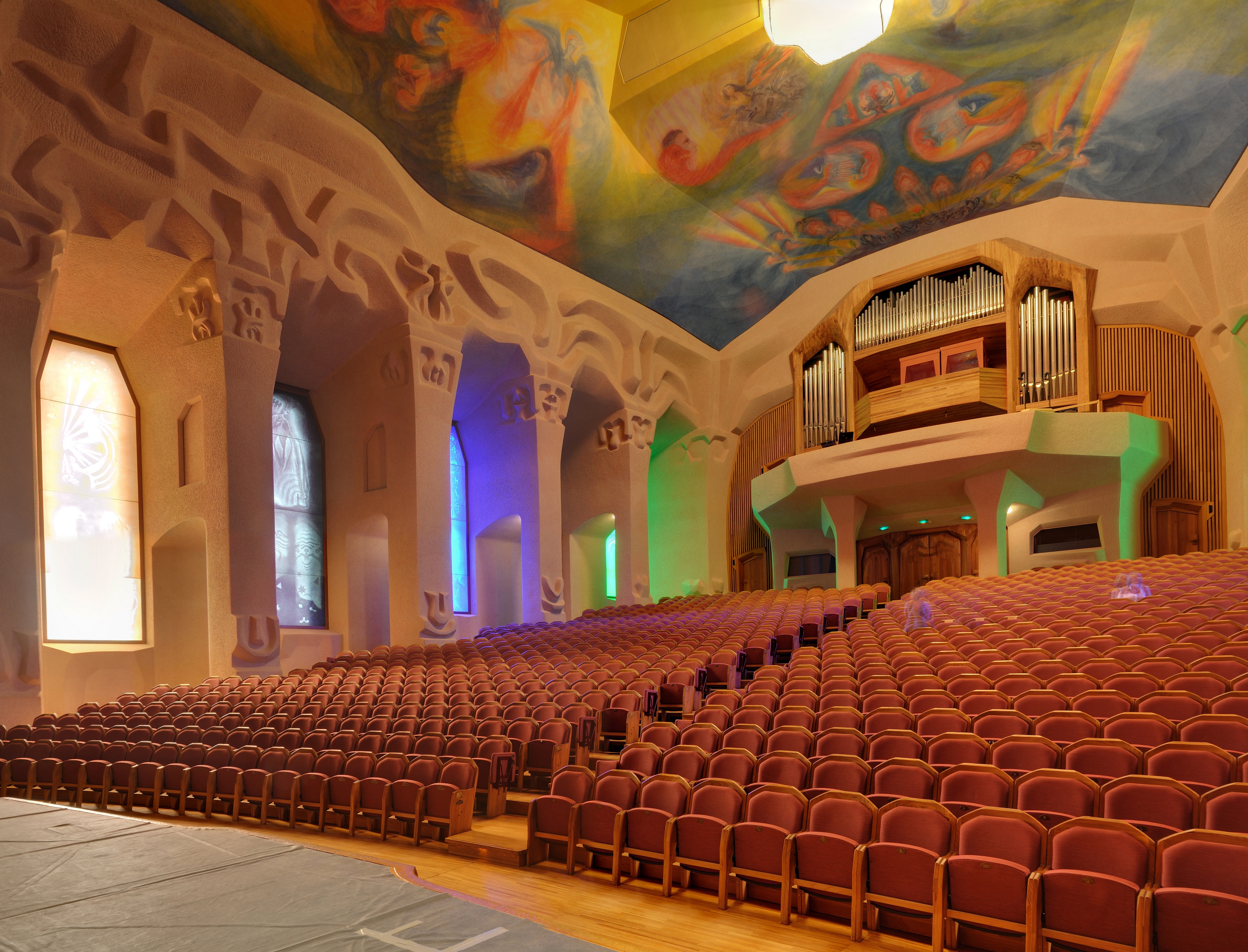
Audytorium i część prospektu organowego
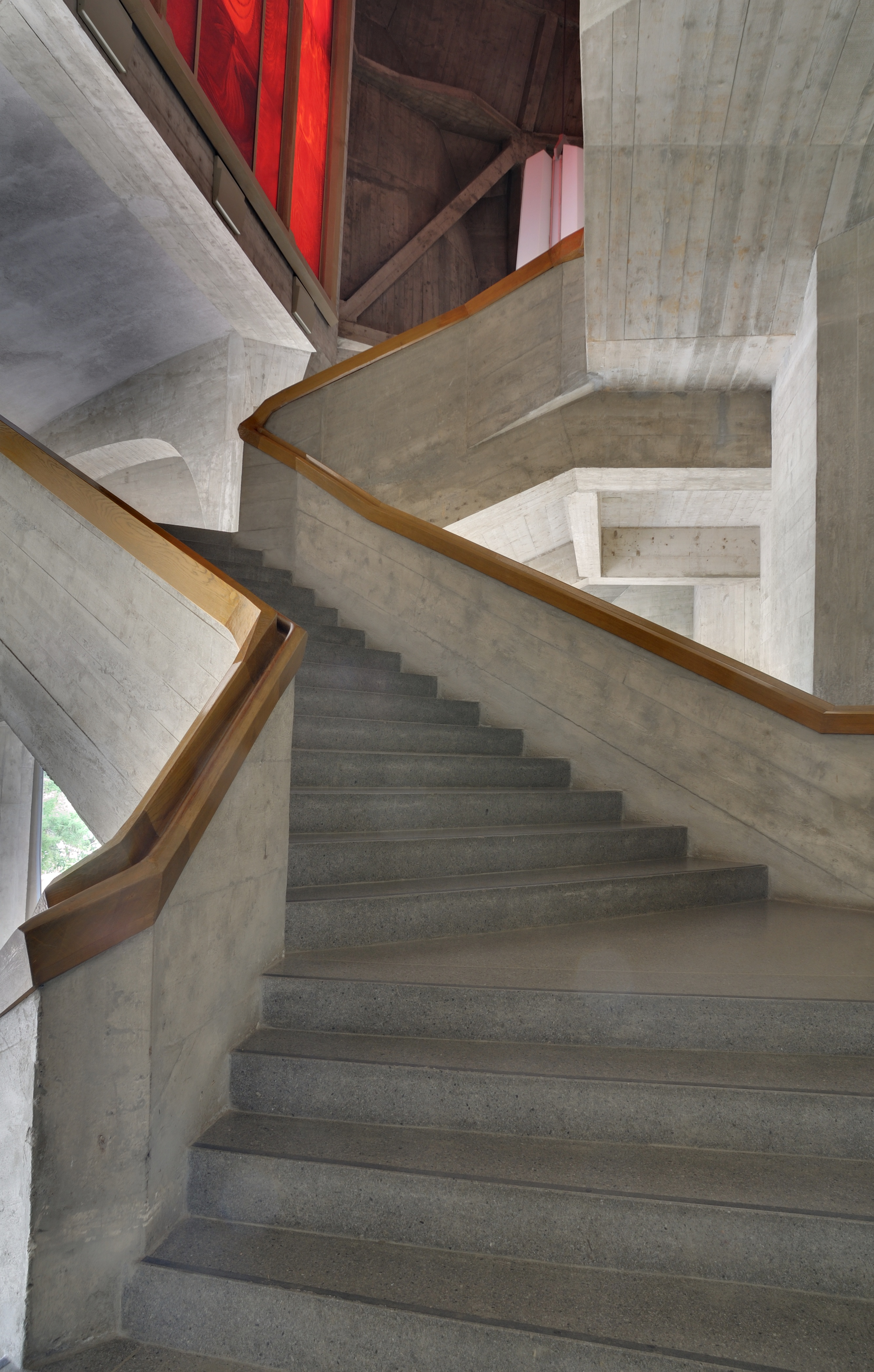
Detal wnętrza
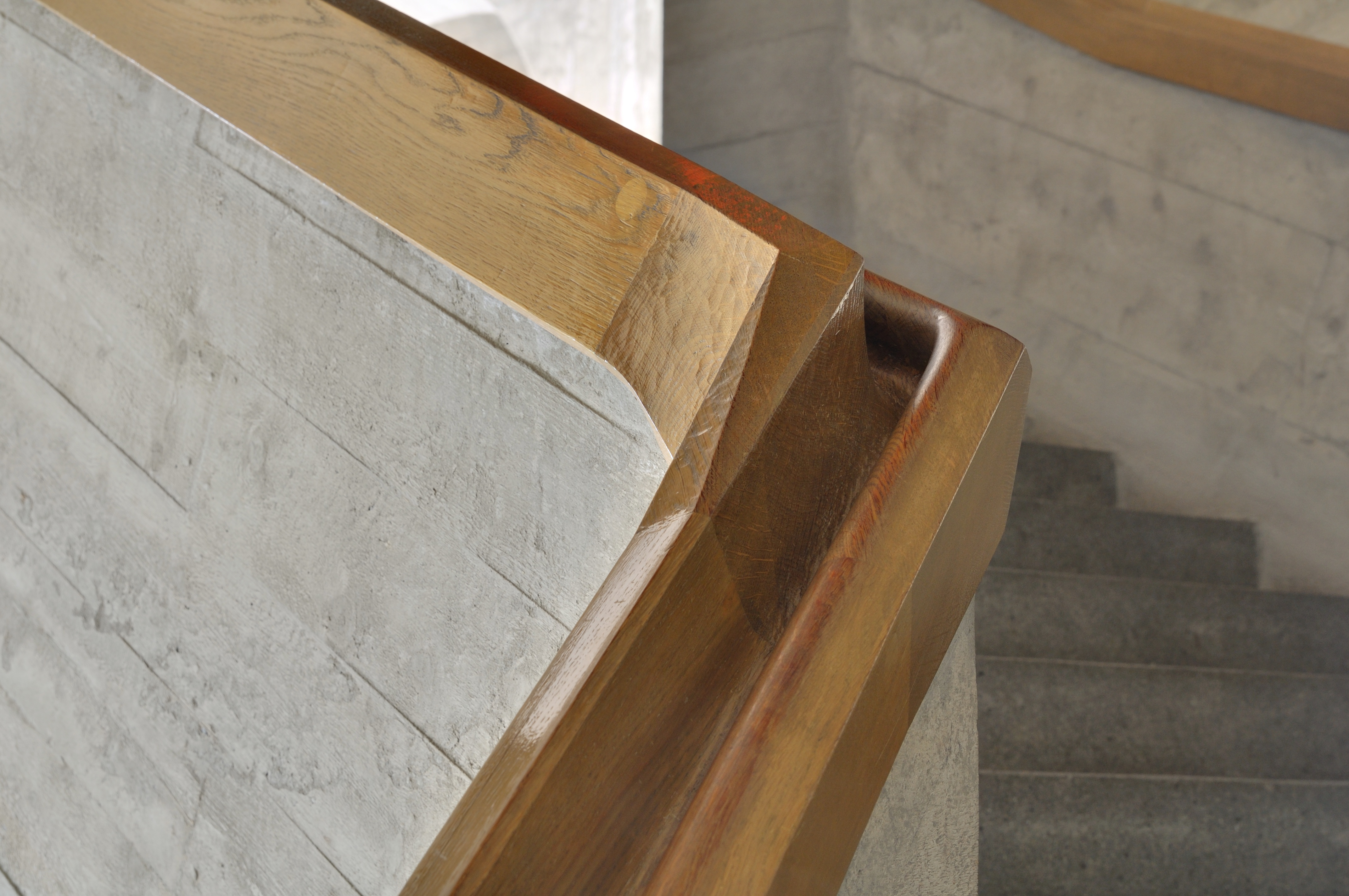
Detal wnętrza
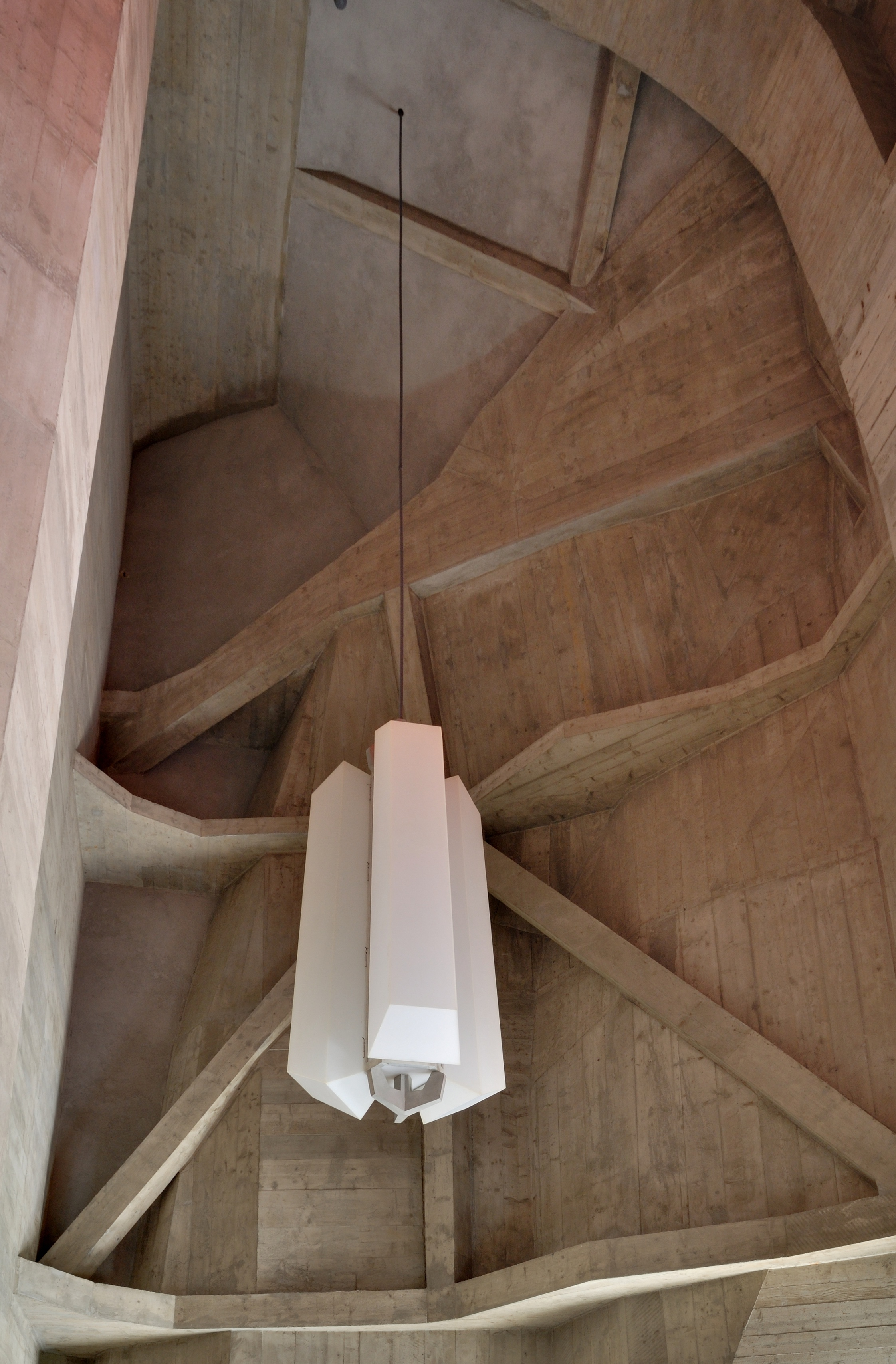
Detal wnętrza

## Przyległy teren
Zasadniczy kształt terenom wokół budynku Goetheanum nadał Rudolf Steiner już w trakcie projektowania pierwszego budynku. Sam budynek stoi na szczycie wzgórza, a otacza go park z luźno rosnącymi drzewami, także owocowymi, i nieregularnie rozmieszczonymi zabudowaniami, przeważnie projektu Steinera, które łączą ścieżki spacerowe i wąskie drogi niepubliczne. Na wprost zachodniej fasady i głównego wejścia do Goetheanum, stoi zbudowany w 1915 r. Haus Duldeck zaprojektowany przez Steinera jako prywatna rezydencja małżeństwa Nelly i Emil Grosheintz, ofiarodawców tego obszaru dla Towarzystwa Antropozoficznego; obecnie mieści się w nim archiwum dzieł Rudolfa Steinera. Na południe od głównego budynku stoi Haus de Jaager zbudowany w 1921 r. według planów Steinera jako atelier poświęcone pamięci rzeźbiarza, który zmarł nieoczekiwanie w wieku 31 lat podczas prac nad rzeźbami dla pierwszego Goetheanum. Trzy budynki Eurythmiehäuser na południowy wschód, wzniesione w 1920 r., miały wedle planów, którym patronował Steiner, służyć za skromne mieszkania pracownikom Goetheanum zajmującym się eurytmią. Daleko w dole stoku na wschodzie znajduje się willa inspirowana planami Steinera i zbudowana w 1924 r. dla małżonków Max i Ida Schuurman. Na północnym wschodzie z dala widoczny wznosi się budynek ciepłowni, Heizhaus, ze swoim kominem o niezwykłym kształcie i wielkości; gotowy już 1914 r. dostarczał ciepło do pierwszego Goetheanum i przyległych budynków. Jest to pierwszy zrealizowany przez Steinera budynek betonowy. Tuż zanim znajduje się Verlagshaus zbudowany według jego projektu w 1924 r. jako magazyn książek wydawnictwa należącego do Towarzystwa Philosophisch-Anthroposophischer Verlag. Dokładnie na północ od samego Goetheanum, w dole stoku, stoi Glashaus, wzniesiony w 1914 r. na pracownie, w których cięto szkło na okna pierwszego Goetheanum; obecnie mieszczą się w nim sekcje naukowe i rolnicze Towarzystwa. W pobliżu północno-zachodniego krańca Goetheanum stał już wcześniej Haus Brodtbeck, który zakupiono w 1924 r. i poddano paru przebudowom tworząc w nim sale ćwiczeniowe eurytmii i inne warsztaty; obecnie w Rudolf Steiner Halde mieszczą się sekcje nauk humanistycznych i literatury oraz teatr kukiełkowy i działy administracyjne Towarzystwa. Między tymi zabudowaniami a drogą wiodącą do głównego wejścia założono Gedenkhein, otoczony wysokimi drzewami ogród pamięci, w którym rozsypano prochy Rudolfa Steinera, jego drugiej żony Marie Steiner-von Sivers i wielu innych współpracowników i przyjaciół ruchu antropozoficznego.

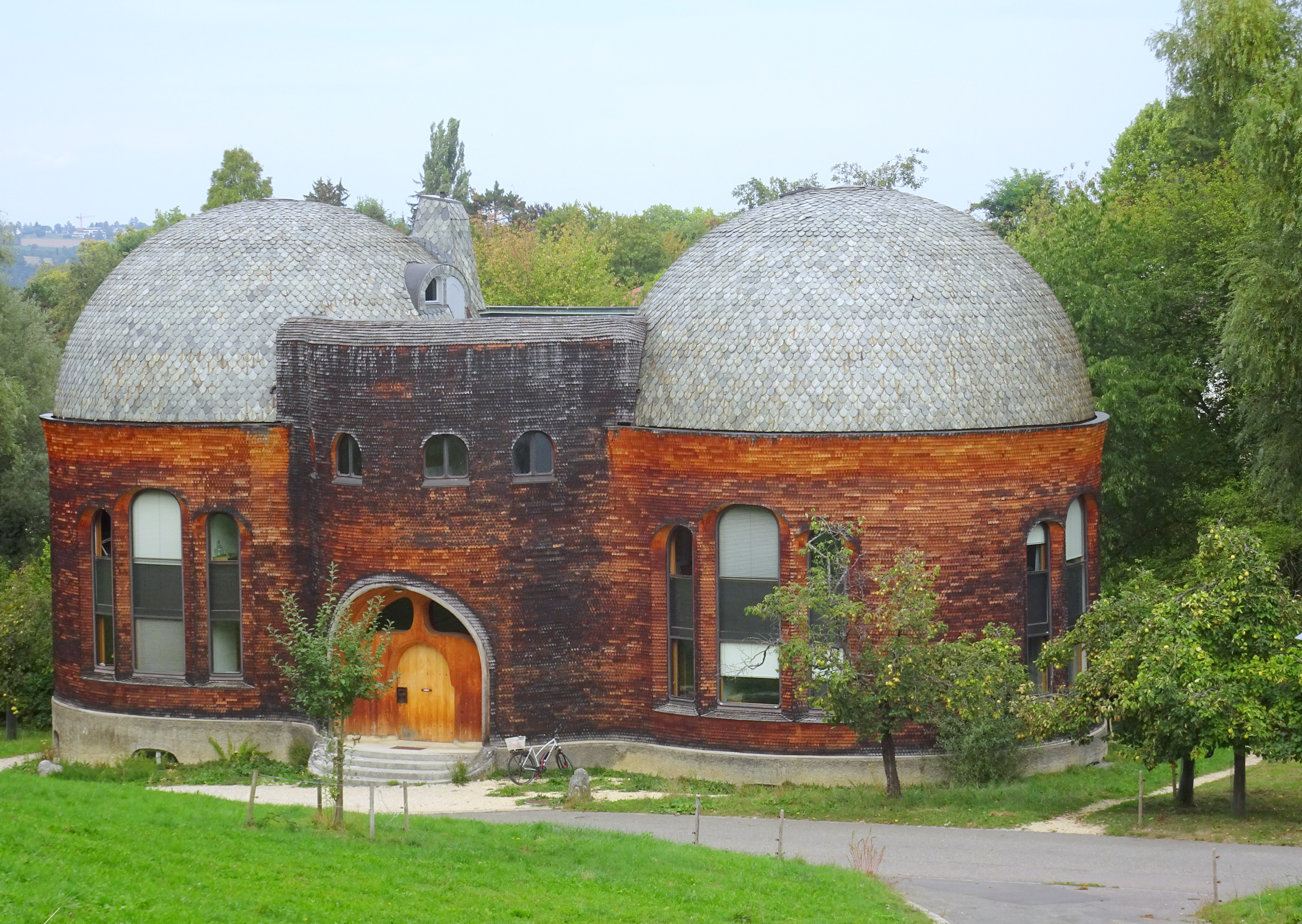
Glashaus
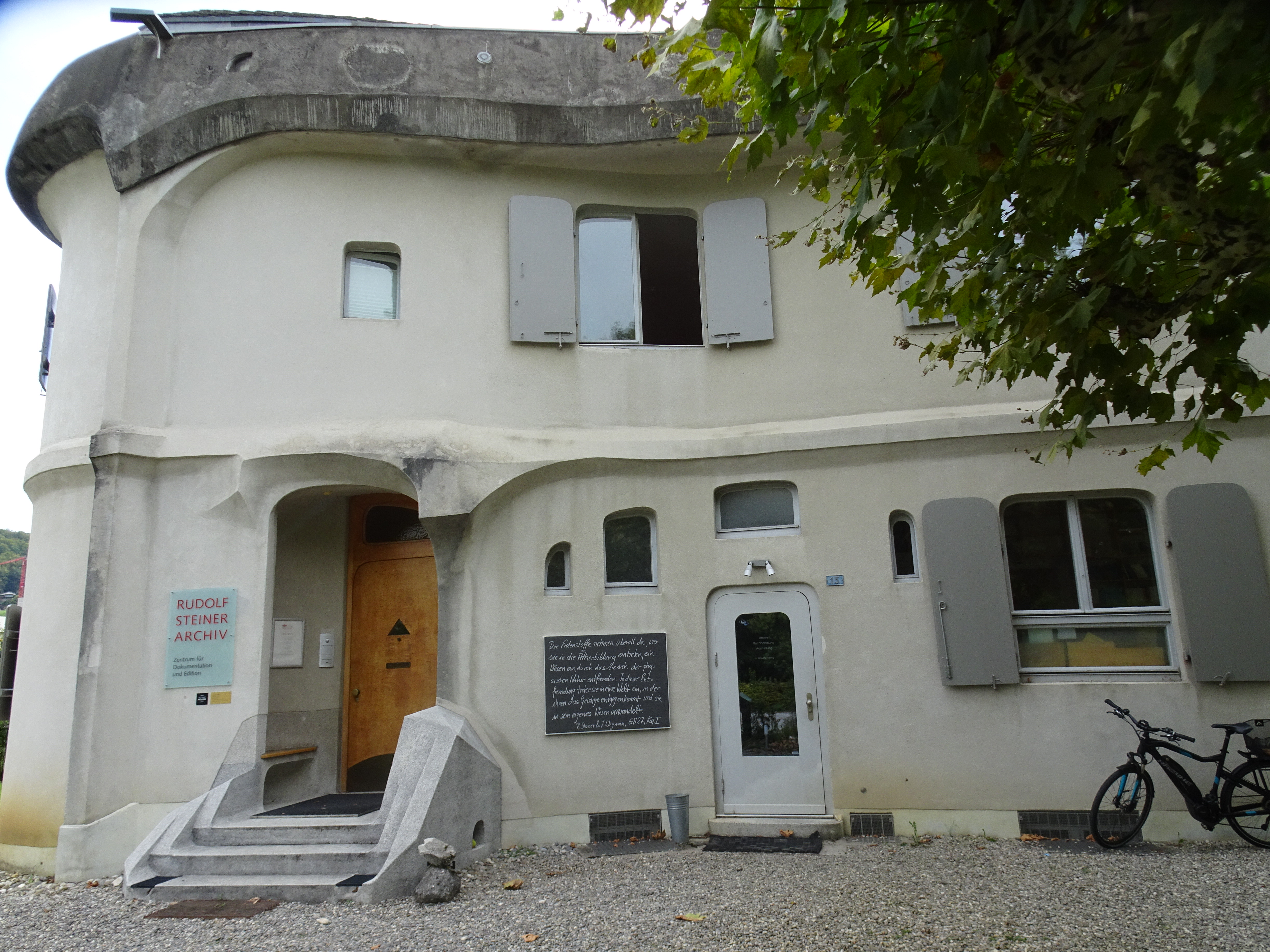
Haus Duldeck
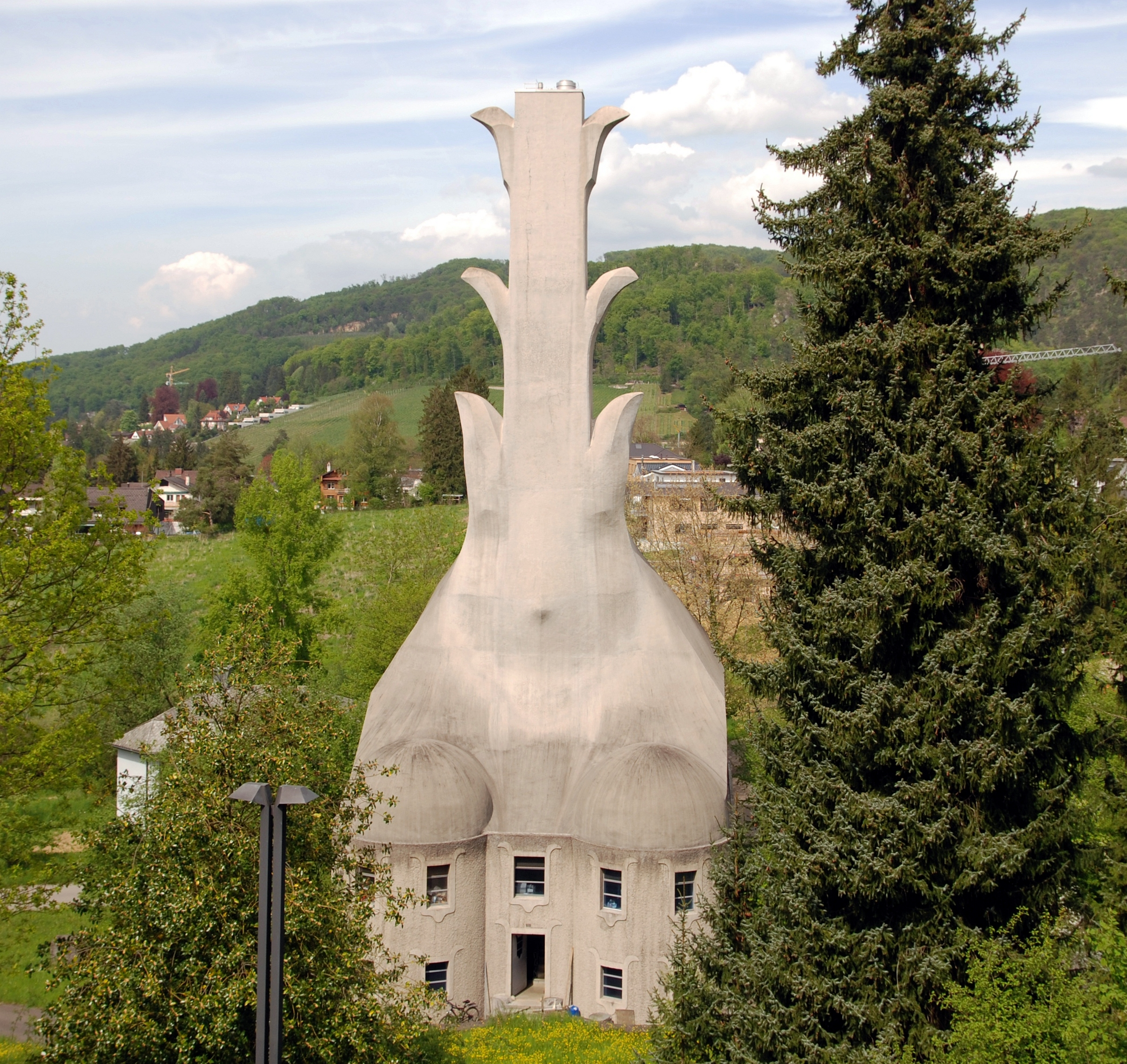
Ciepłownia
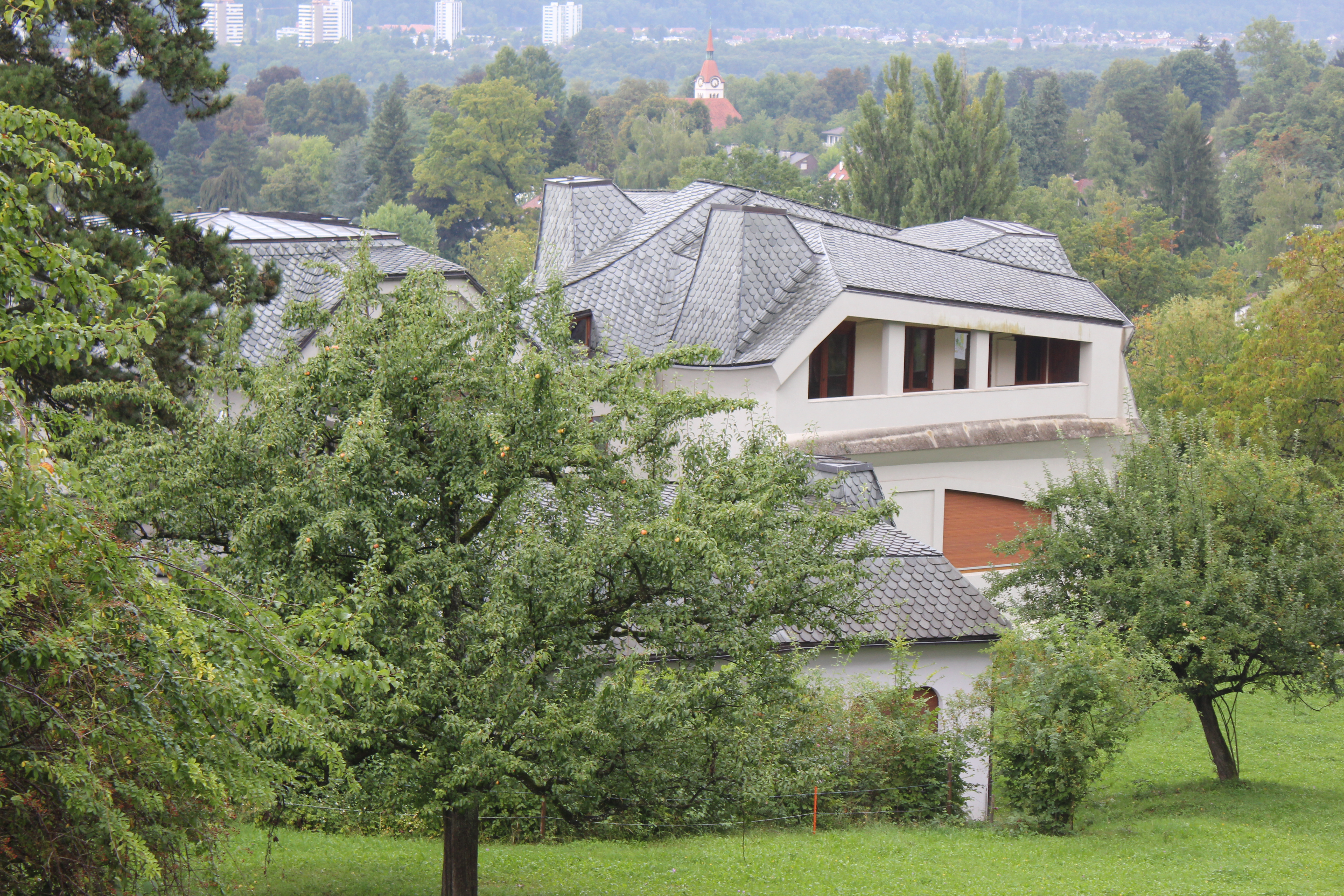
Rudolf Steiner Halde
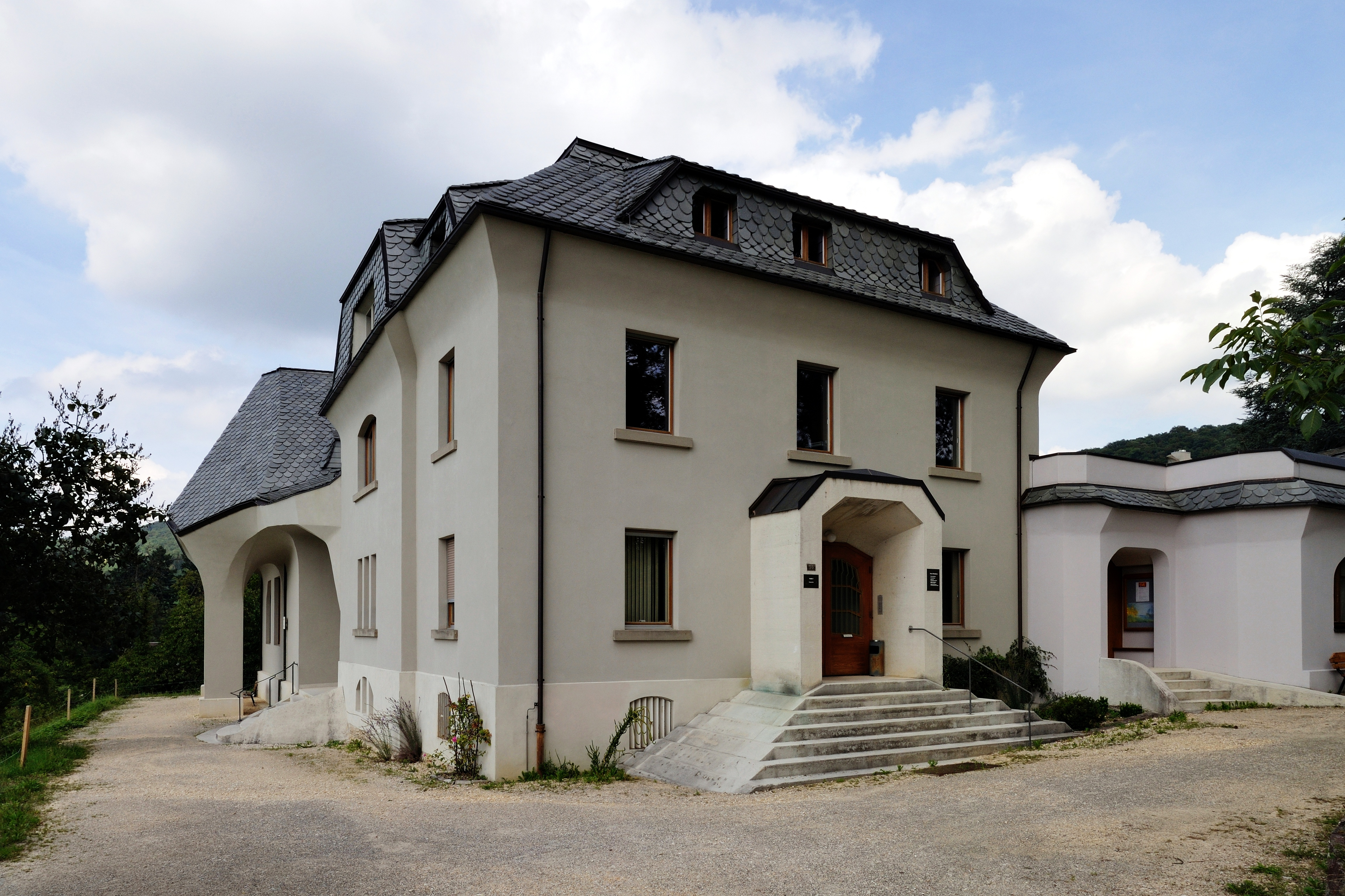
Haus Brodbeck
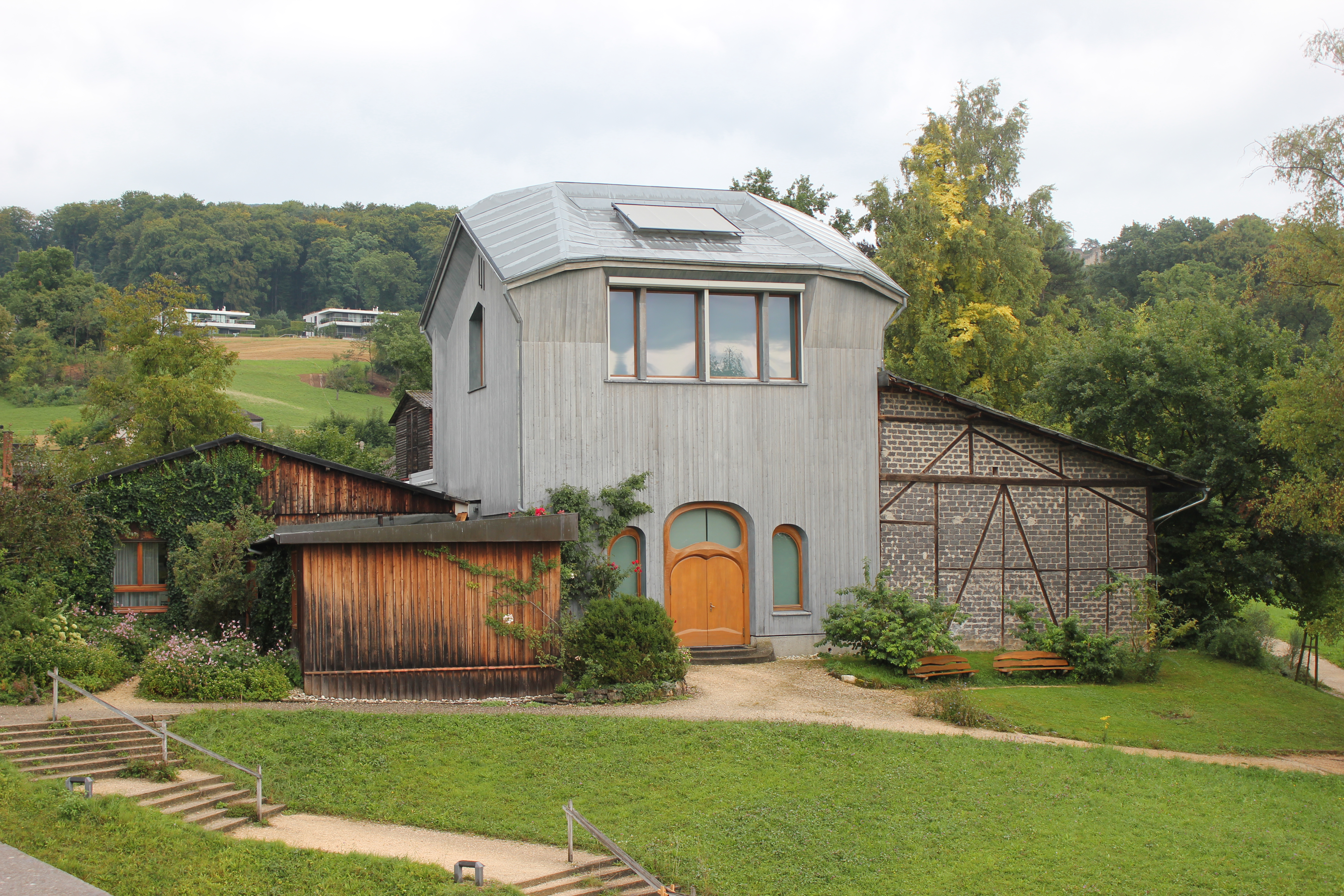
Rudolf Steiner Atelier
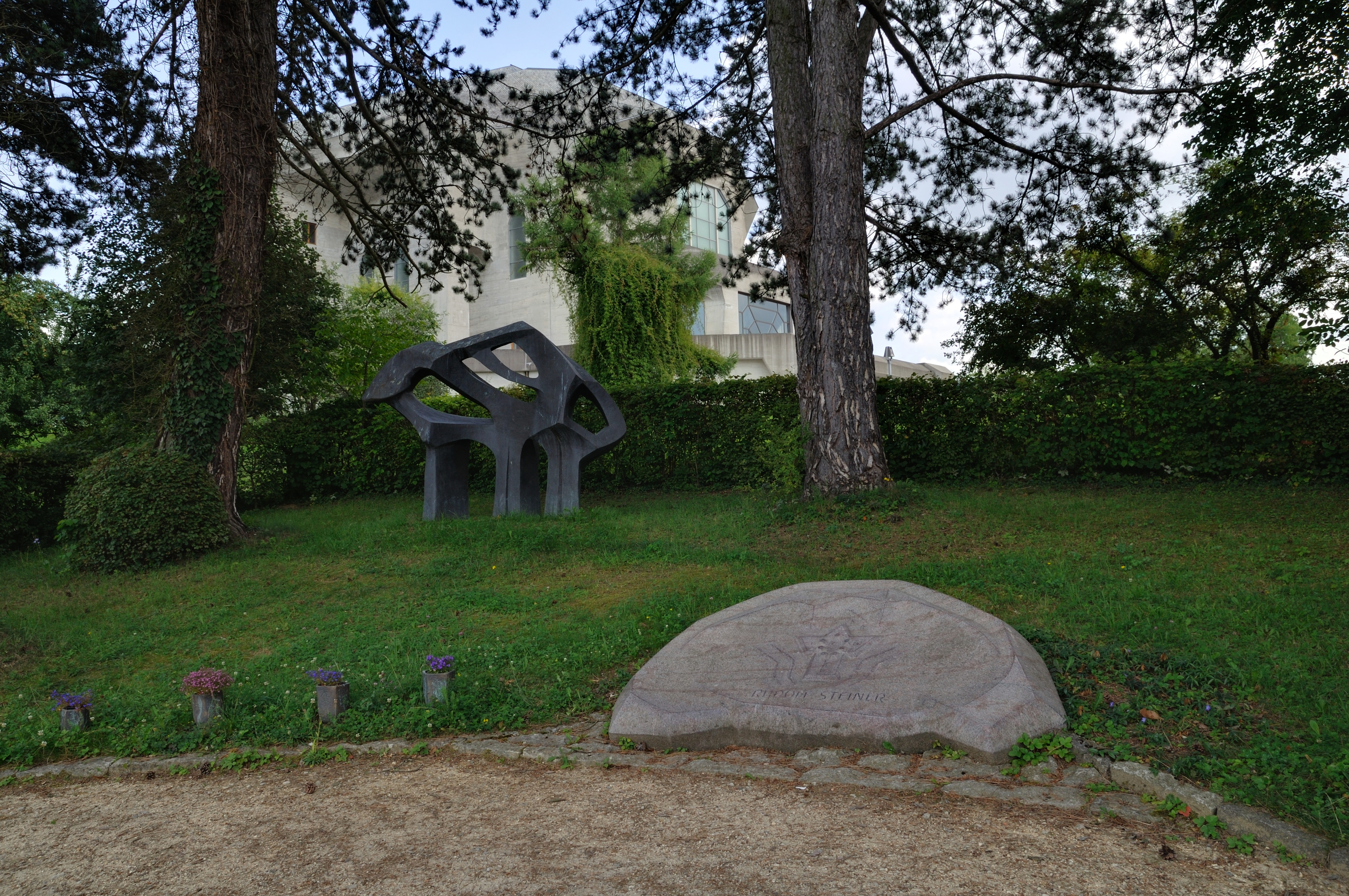
Gedenkhain

Także na dalej położonych terenach wokół wzgórza Goetheanum stoi wiele budynków, przeważnie willi i domów mieszkalnych, projektu różnych architektów zainspirowanych ideami Rudelfa Steinera. Poniżej parkingu w dole wzgórza na południowy zachód od głównego budynku stoi Trafostation (Transformatorenhaus), zbudowana w 1921 r. transformatornia, którą Steiner tak zaprojektował, by wpisywała się w styl całego założenia architektonicznego Goetheanum.

Goetheanum II
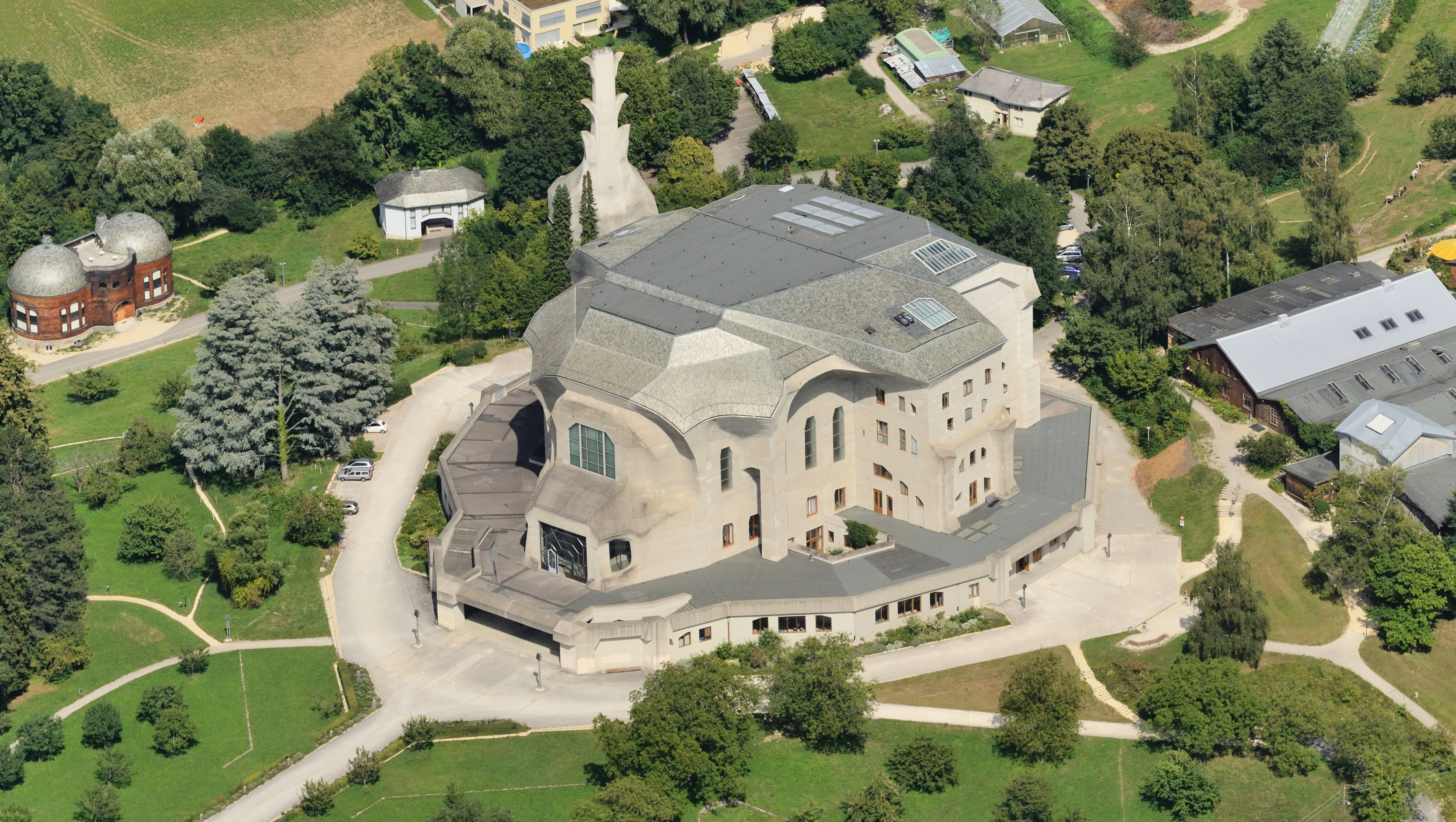
Widok z lotu plata od płd. zachodu
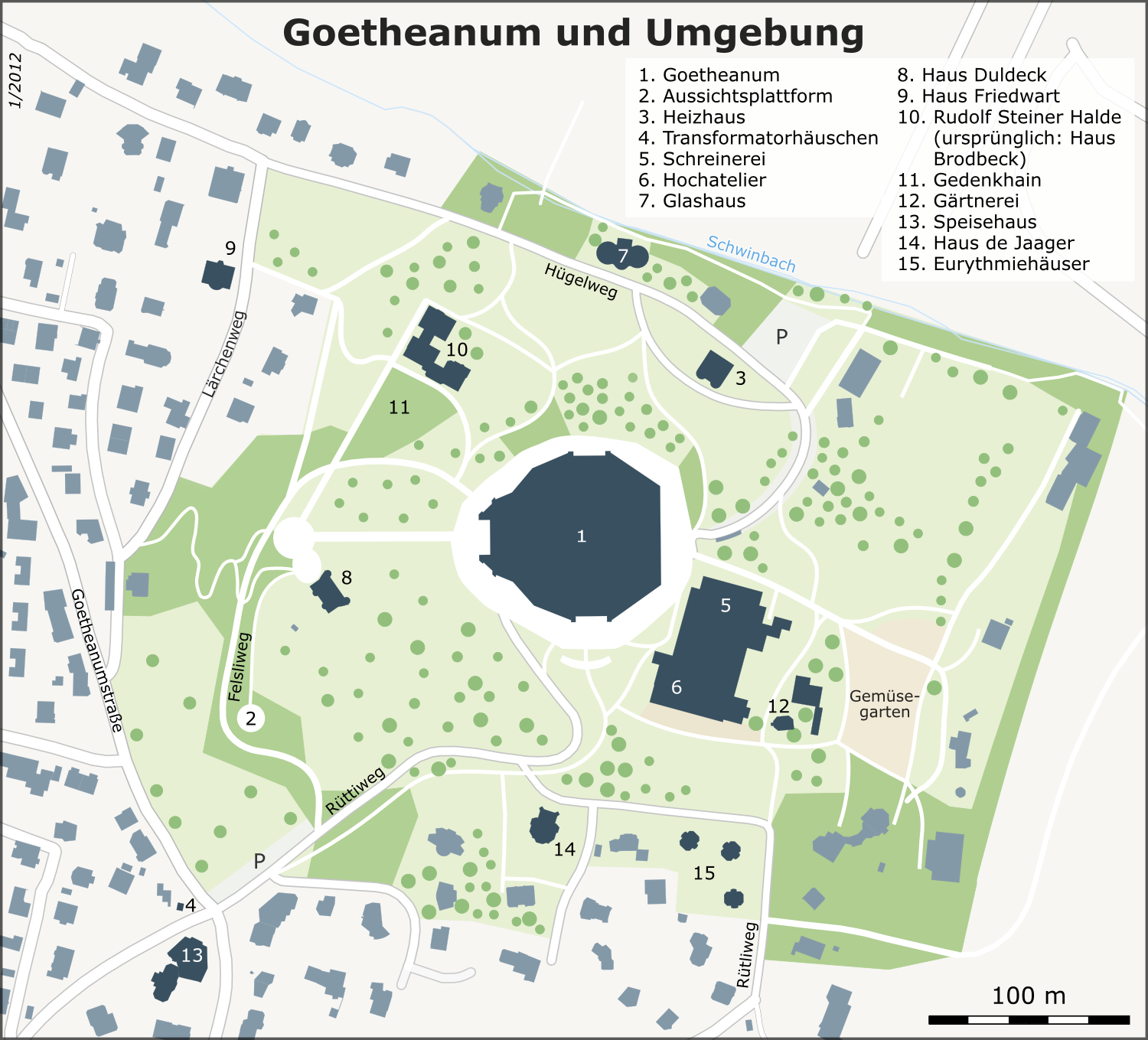
Tereny wokół Goetheanum I
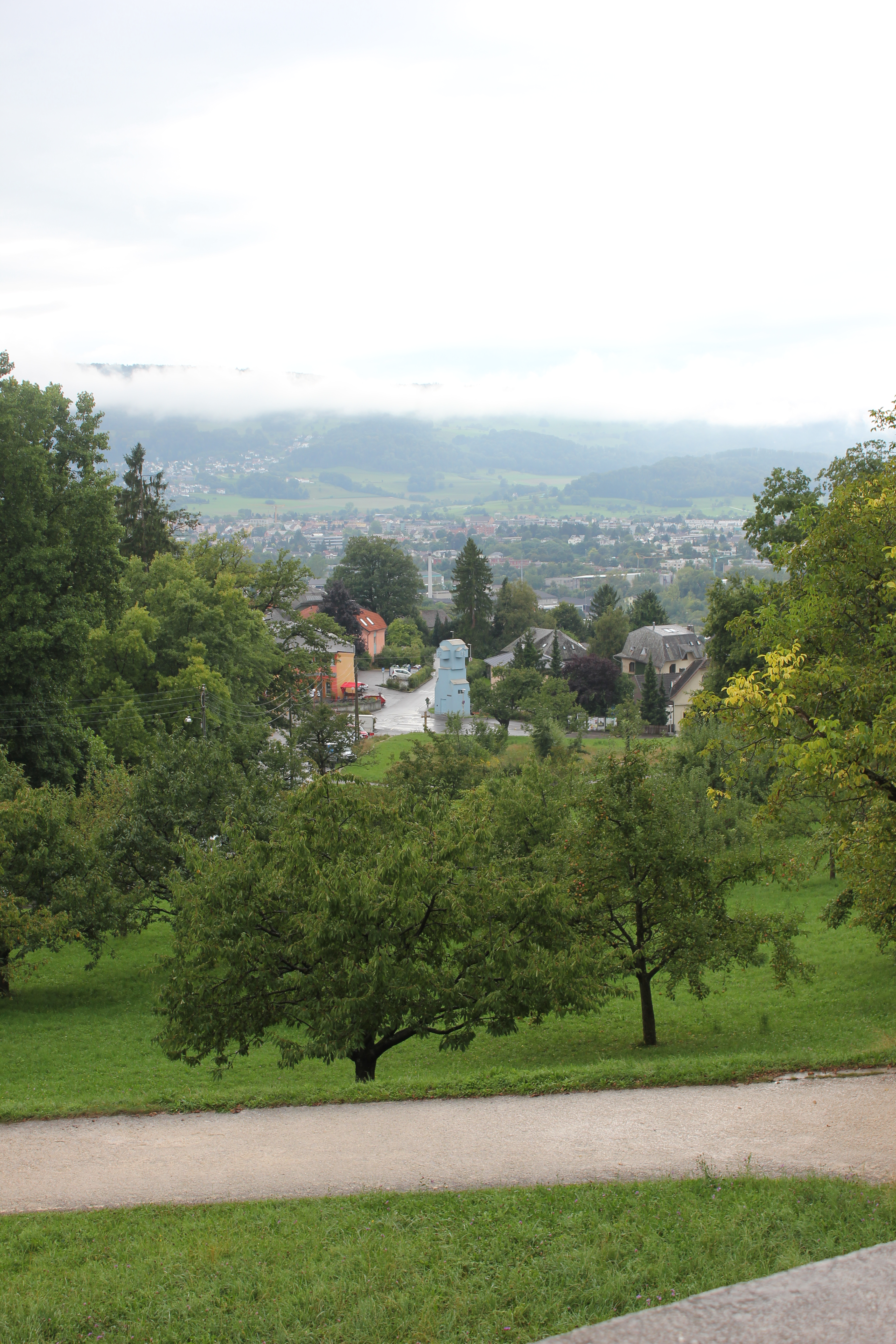
Widok w kierunku płd.-zach., w dali transformatornia
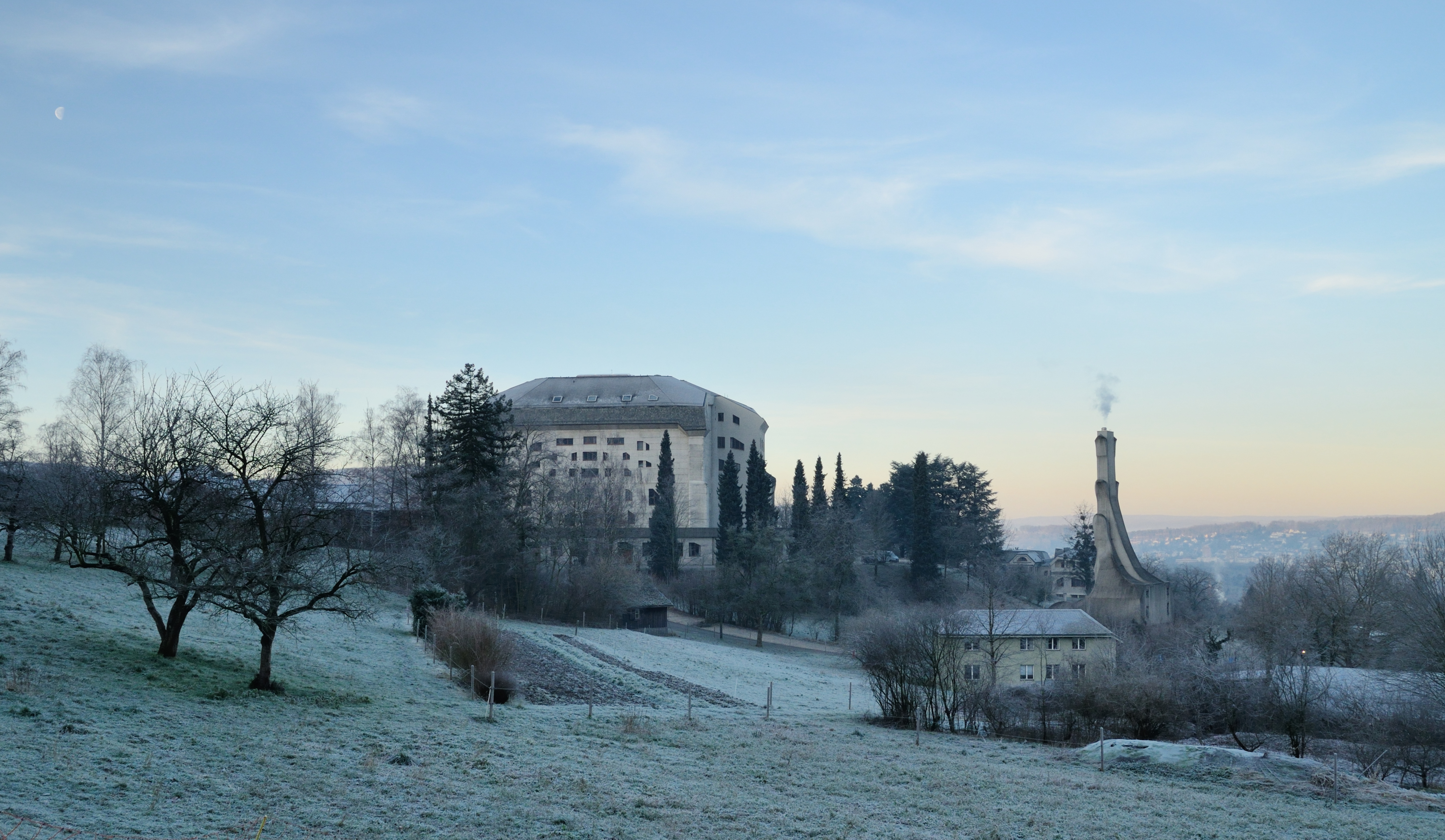
Widok od wschodu, w dali ciepłownia
Widok na wzgórze Goetheanum i Dornach w październiku 1953 r.
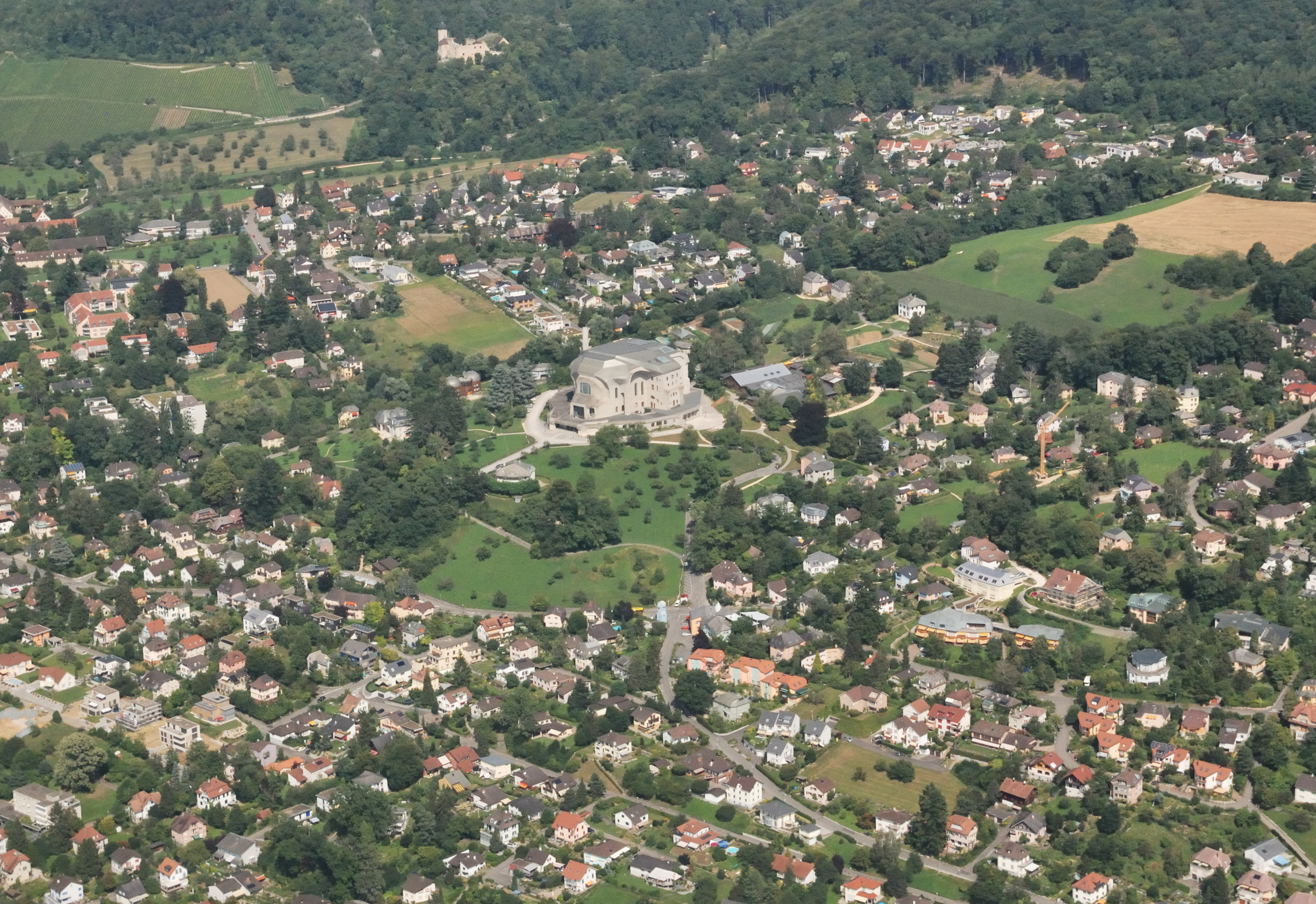
Widok na wzgórze Goetheanum i Dornach w sierpniu 2012 r.
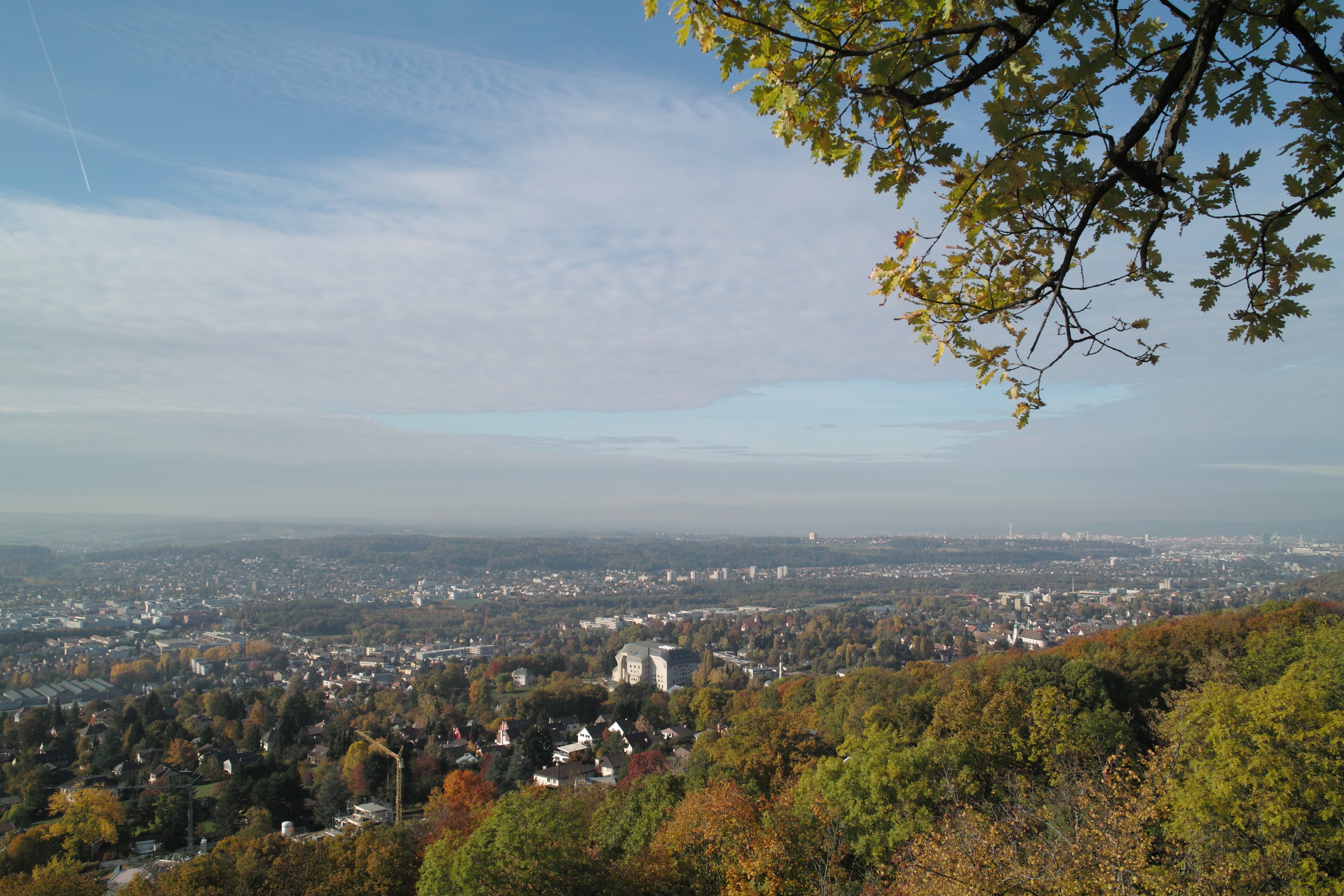
Widok w kierunku płn.-zach. na Dornach i Goetheanum

## Finanse
Towarzystwo Antropozoficzne ma status organizacji wyższej użyteczności publicznej i jest zwolnione od podatków. Finansowane jest ze składek swoich ok. 50 tysięcy członków na całym świecie, darów od osób prywatnych oraz dotacji od instytucji i fundacji. Także działalność Goetheanum z jej widowiskami teatralnymi, warsztatami i przedstawieniami scenicznymi eurytmii, konferencjami, odczytami i pracą wydawnictwa jest dodatkowym źródłem finansowym Towarzystwa.